# Білоруська Народна Республіка
Білору́ська Наро́дна Респу́бліка (біл. Белару́ская Наро́дная Рэспу́бліка, Biełaruskaja Narodnaja Respublika (БНР, BNR)) — білоруська держава зі столицею в Мінську та Городні, яка після утворення 9 березня 1918 року відповідно до Другої Статутної грамоти, зберігала ознаки суверенітету над певними територіями понад 6 місяців, і під час Слуцького повстання (27 листопада — 31 грудня 1920 року).
Державною мовою була білоруська мова. Атрибути державності: Тимчасова Конституція БНР (ухвалена 11 жовтня 1918 р.), печатка БНР (від 28 квітня 1918 р.), прапор і герб (з червня 1918 р.) та паспорти громадян БНР (з літа 1918 р.). Міжнародне визнання: Вірменія, Грузинська Демократична Республіка, Австрія, Польська Республіка, Естонія, Латвія, Литва, Чехословаччина, Українська Народна Республіка і Фінляндія (де-юре); Німецька імперія, Царство Болгарія й Османська Імперія (де-факто).
Ідея створення білоруської держави була висунута в грудні 1917 року частиною делегатів Першого Загальнобілоруського конгресу в Мінську, але конгрес був розігнаний більшовиками. Напередодні заняття Мінська німцями 21 лютого Виконком Ради Загальнобілоруського конгресу ухвалив Першу Статутну грамоту, де оголосив себе владою в краї і утворив уряд (Народний секретаріат). 11 жовтня 1918 року Народний секретаріат був перейменований у Раду народних міністрів БНР. Місце засідань уряду: Мінськ, Городня (з грудня 1918 р.). 25 березня 1918 року, в умовах німецького контролю згідно Третьою Статутною грамотою — Білорусь проголошувалася незалежною і вільною державою, яке зараз відзначається як День Волі.
Після денонсації Берестейського миру Німеччина розпочала виведення своїх військ з Білорусі. Уже в грудні 1918 року частини Червоної армії окупували Мінськ. Внаслідок недостатнього рівня організації, нестачі грошей, збройних формувань та міжнародної підтримки та визнання державні органи БНР були ліквідовані, саморозпущені або емігрували за кордон. Уряд БНР продовжив свою діяльність в еміграції. У жовтні 1925 Загальнобілоруська політична конференція в Берліні заявила про ліквідацію БНР. Багато видатних діячів БНР (А. Смолич, Б. Тарашкевич, В. Ластовський, О. Цвікевіч, С. Некрашевич, Я. Льосік тощо) повернулися в Білоруську Соціалістичну Радянську Республіку, де згодом були репресовані.

## Історія

### Передумови

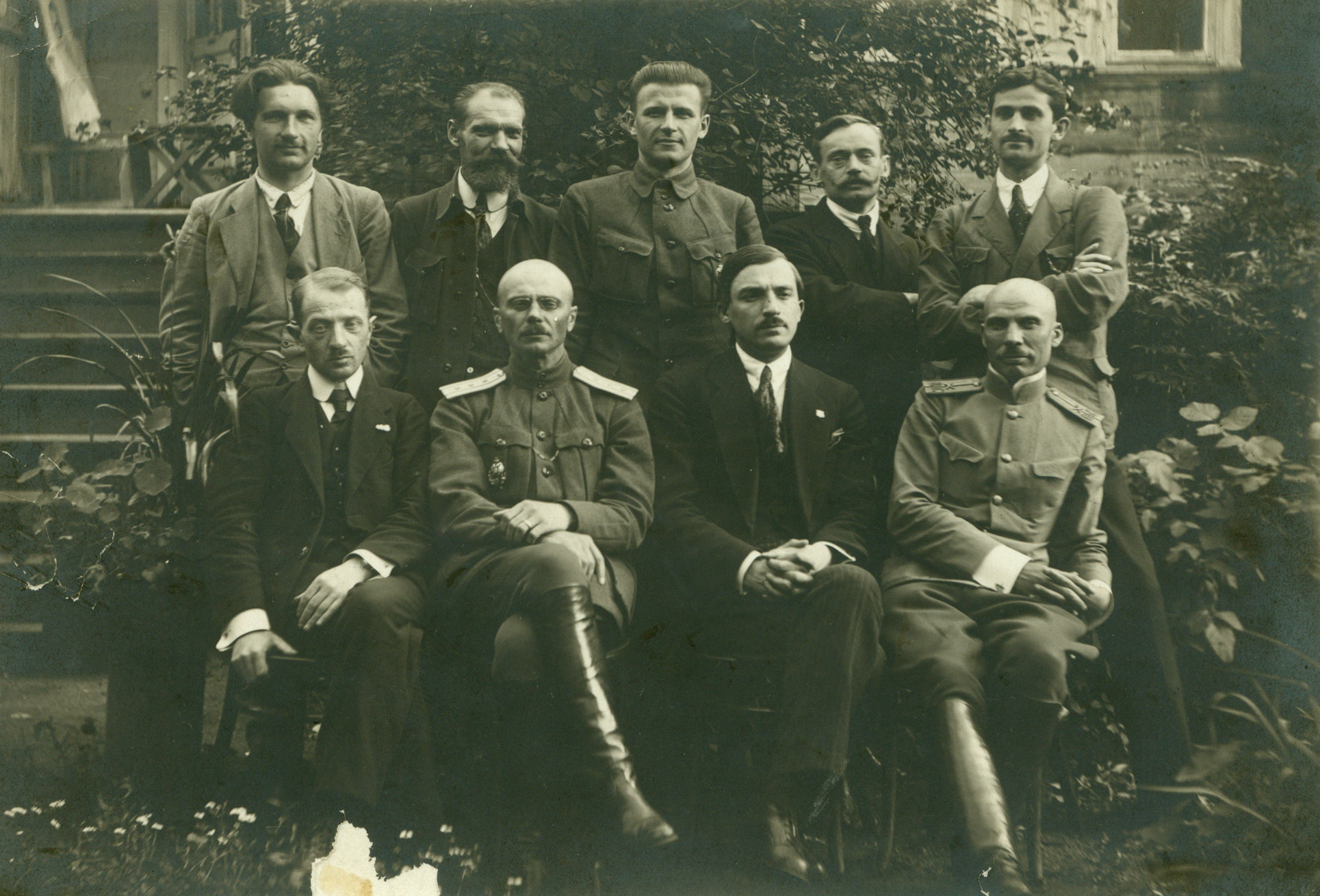
Перший уряд БНР.

У липні 1917 року Тимчасовий уряд Росії перейшов до відкритої боротьби. Двовладдя скінчилося. Більшовики перейшли в підпілля й узяли курс на підготовку до збройного повстання. У жовтні 1917 вони здобули перемогу, і влада перейшла до рук Рад. Найвищим органом радянської влади в Білорусі був Обласний виконавчий комітет Західної області й фронту (Облвиконзах).
У той самий час (липень 1917) пожвавилися білоруські національні сили, що провели 2-й з'їзд білоруських національних організацій, ухвалили рішення домогтися автономії Білорусі в складі демократичної республіканської Росії. На з'їзді була створена Центральна рада, яка після жовтня 1917-го була перетворена у Велику білоруську раду (ВБР). ВБР не визнала владу Облвиконзаху, бо розглядала його винятково як фронтовий орган влади. Співробітництво ВБР і Облвиконзаху в справі створення білоруської державності не відбулося. У грудні 1917-го року, за наказом Облвиконзаху був розігнаний Всебілоруський з'їзд.
9 грудня 1917 між Радянською Росією і Німецькою імперією розпочалися мирні перемовини, які були зірвані у зв'язку з позицією Л. Троцького й більшовицького уряду. Німецьке командування віддало своїм військам наказ розпочати 18 лютого 1918 наступ, що різко загострило ситуацію на Західному фронті. Німецькі війська швидко наближалися до Гомеля й Мінська. У таких умовах керівництво Облвиконзаху й СНК Західної області вимушені були евакуюватися до Смоленська.

### Проголошення
Виконком(Виконавчий комітет) Всебілоруського з'їзду вирішив узяти владу до своїх рук. 21 лютого 1918 він звернувся до білоруського народу з Першою статутною грамотою, у якій проголосив себе тимчасовою владою на теренах Білорусі. До відкриття Всебілоруського Установчого з'їзду функції влади покладалися на створений Виконкомом Народний Секретаріат, головою якого став один із лідерів БСГ Язеп Варонка.
Наприкінці лютого 1918-го в Мінську, де знаходився уряд Білоруської Народної Республіки, прийшли війська кайзерівської Німеччини. Вони забрали скарбницю Народного Секретаріату, зірвали з його будинку біло-червоно-білий стяг, вигнали службовців. Провідники БНР були попереджені, що окупаційна влада не допустить у Білорусі серйозної політичної діяльності.
3 березня 1918-го між Радянською Росією і Німеччиною був укладений Берестейський мирний договір, за яким землі на захід від лінії Двинська — Свенцяни — Пружани, що раніше належали Росії, передавалися Німеччині й Австро-Угорщині, які мали вирішити майбутнє цих земель. Це ще більше породжувало незалежницькі від більшовицької Радянської Росії течії в рядах білоруського національного руху.
9 березня 1918-го Виконком Ради Всебілоруського з'їзду у відповідь на Берестейський мир ухвалив Другу статутну грамоту, що є конституційною. У ній іде мова про створення Білоруської Народної Республіки в межах розселення й кількісної переваги білорусів. Законодавчу владу отримує Рада БНР, голова якої представник БСГ Янка Середа. Вона проголошувалася законодавчим органом до скликання Установчого Сейму. Виконавчу владу БНР отримує Народний Секретаріат БНР (Олесь Бурбіс, Ян Сєрада, Язеп Варонка, Василь Захарка, Аркадзь Смолич, Петро Кречевський, Кастусь Єзовитів, Антін Авсяник, Лявон Заяц). Німеччина до створення державних органів БНР не мала жодного стосунку. Члени Ради БНР і уряду БНР були обранцями білоруського народу (Всебілоруський з'їзд, грудень 1917).
8 березня Рада БНР запросила до свого складу представників російських соціалістичних партій (серед них були представники національних меншин у Білорусі — росіяни, поляки, євреї, українці, литовці), а трохи пізніше — і Віленської Білоруської ради (Іван Луцкевич, Антін Луцкевич, Вацлав Іванівський), яка діяла у Вільні під назвою Білоруського народного комітету від часу окупації західної частки Білорусі.
У відповідь на Берестейський мирний договір, 25 березня після тривалих суперечок між прихильниками незалежності й прихильниками автономії Білорусі в складі Росії більшістю голосів була ухвалена Третя Статутна грамота, у якій Білоруська Народна Республіка проголошувалася незалежною державою, Берестейський мирний договір скасовувався. Офіційною мовою було проголошено білоруську, столицею нової держави — Мінськ.
Більшовики заявили, що створення БНР — це спроба буржуазно-поміщицьких кіл відірвати Білорусь від Радянської Росії, долучити її до Німеччини. Рада БНР звернулася до німецького кайзера з телеграмою, у якій дякувала за визволення Білорусі, просили допомогти в створенні державної незалежності в союзі з Німецької імперією. Посилання телеграми викликало в БНР гостру політкризу, БСГ розкололася, утворилися нові партії. Хоч німці й частково визнавали БНР, вони лишалися союзниками більшовиків, тому були змушені розпустити БНР і Народний Секретаріат БНР. Однак, німецька адміністрація не перешкоджала спільчанинам БНР самостійно вирішувати низку культурницьких і освітніх питань.
Найбільших успіхів уряд БНР досяг у культурному будівництві й розвитку освіти. За короткий час були створені до 350 початкових шкіл, кілька гімназій, Мінський педагогічний інститут, виходило 28 газет, діяло 11 видавництв, видавництво «Освіта» («Адукацыя») активно друкувало підручники для шкіл, готувалося відкриття Білоруського державного університету (цією справою займалися Аркадзь Смолич, М. Довнар-Запольський, В. Ігнатівський).

### Визнання незалежності

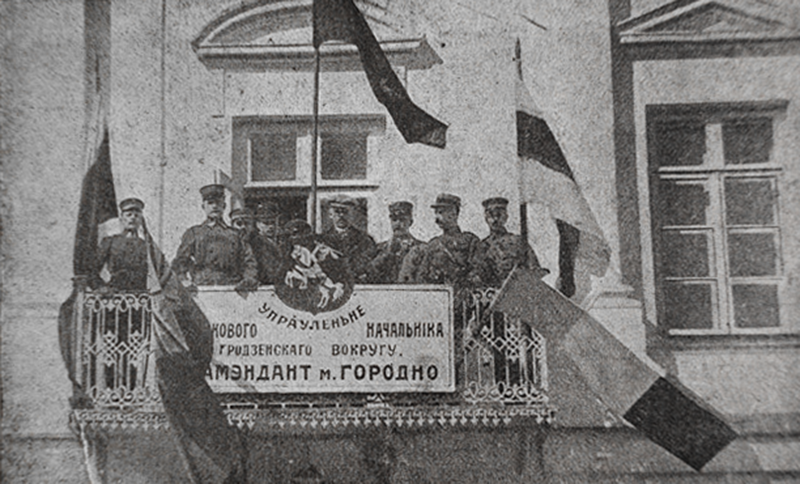
Білоруська комендатура в Городні, 1919 рік

Попри проголошення незалежною державою, державні структури БНР були сформовані тільки частково, а територія перебувала під контролем німецької військової адміністрації, що не визнала незалежність БНР. Уряд БНР змогло домогтися від німців лише обмежених повноважень в культурній сфері. Німці пішли на якісь поступки владі БНР, стали навіть давати гроші на культурні справи.

Найбільш тісною була співпраця БНР з Українською Народною Республікою. Енциклопедія історії Білоруси (1993) стверджує, що в червні 1918 року білоруська делегація на чолі з Скірмунтом відвідала Київ, і уряд УНР відмовилося визнавати БНР, до тих пір, поки БНР не визнає частину білоруських територій українськими, проте в червні 1918 року Українська Центральна Рада УНР вже не існувала, а в Україні був встановлений гетьманат Української Держави Павла Скоропадського, який проіснував до відновлення Української Народної Республіки, але вже з Директорією на чолі. Між БНР і УНР стався обмін консульствами, в Києві була відкрита Білоруська торгова палата. УНР надавала БНР фінансову допомогу. Україна першою з іноземних держав визнала БНР. 3 червня 1918 року О. Квасницький був призначений українським консулом в Мінську. У тому ж місяці П. Таимповіч очолив білоруське консульство в Києві, а білоруське консульство в Одесі очолив С. Некрашевич. Залишилося невирішеним питання про державний кордон через претензії керівництва БНР на північне Полісся, яке знаходилося під державним контролем України. Незважаючи на визнання від України один з ініціаторів проголошення БНР, глава Народного секретаріату БНР І. Воронко 1919 року писав з цього приводу:
…нелюдські зусилля білоруських діячів поставити Білорусь хоча б в середу малих держав і домогтися визнання самостійности Білоруської Народної Республіки ні до чого не привели.
У містах Каунасі, Ризі, Константинополі, Києві, Одесі, Празі, Берліні, Гданську, Копенгагені та інших працювали білоруські дипломатичні та військово-дипломатичні місії, консульства і представництва. Однак історик В. Ляховський зазначає, що всі ці представництва не мали юридичного визнання. Білоруси при цьому претендували на частину території Латвії, які вважали «етнічними» — Двінськ (Дауґавпілс) і деякі волості Двінського і Люцинського (Лудзенському) повітів.
У жовтні 1919 року в естонській газеті з'явилася публікація про проголошення Білоруської Народної Республіки.
28 грудня 1919 року, через рік після фактичного припинення існування БНР, Н. Вершинін, що жив в Празі і виконував в Чехословаччині обов'язки консула уряду БНР у вигнанні, отримав від А. Луцкевич, що жив у Варшаві і виконував обов'язки народного секретаря (глави) ради міністрів БНР у вигнанні, телеграму, в якій Луцкевич стверджував, що він отримав телеграму від представника БНР в Латвії про те, що в Юр'єва в ході конференції з припинення військових дій між армією Української РСР і армією Естонської Демократичної Республіки проскочило «визнання незалежності Білорусі» як самою конференцією, так і Фінляндією. Дипломатичну місію БНР у Фінляндії очолив білогвардійський генерал, уродженець Білорусі, О. Васильківський, який 1919 року виконував обов'язки дипломатичного представника БНР в Балтії. У травні 1920 року Васильківський переїхав до Фінляндії, де 25 червня 1920 року одержав від уряду БНР у вигнанні повноваження військово-дипломатичного представника уряду БНР при уряді Фінляндії, проте восени 1920 року Васильківський залишив Фінляндію і знову переїхав до Естонії, де отримав від уряду БНР у вигнанні повноваження надзвичайного посла БНР в Естонії.
Хоча БНР не отримала визнання, однак підтримувалися неформальні контакти з Польщею. 3 січня 1920 року в Варшаві відбулася зустріч Голови Ради Народних Міністрів БНР Антона Луцкевича і Повноважного Представника БНР в Польщі Леона Вітан-Дубейковського з польським президентом Юзефом Пілсудським.

У вересні 1921 року розпочала роботу сесія Ліга Націй в Женеві, на яку прибула і делегація БНР. 11 вересня вона була прийнята президією Ліги Націй.

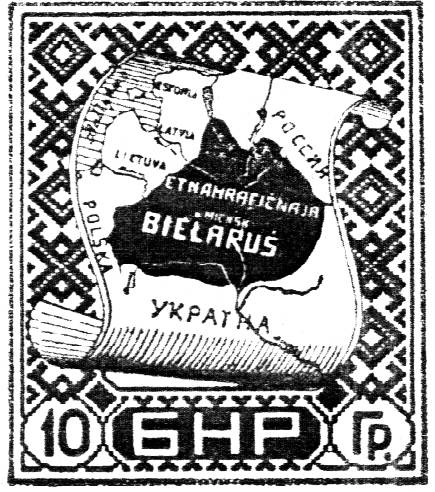
Марка БНР. 10 грошів
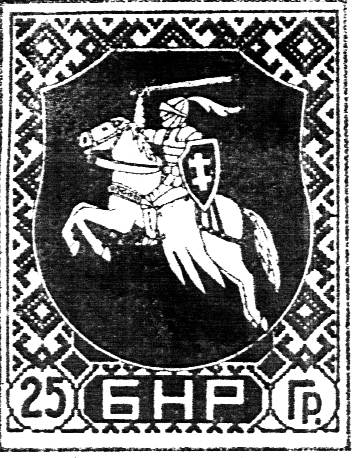
Марка БНР. 25 грошів
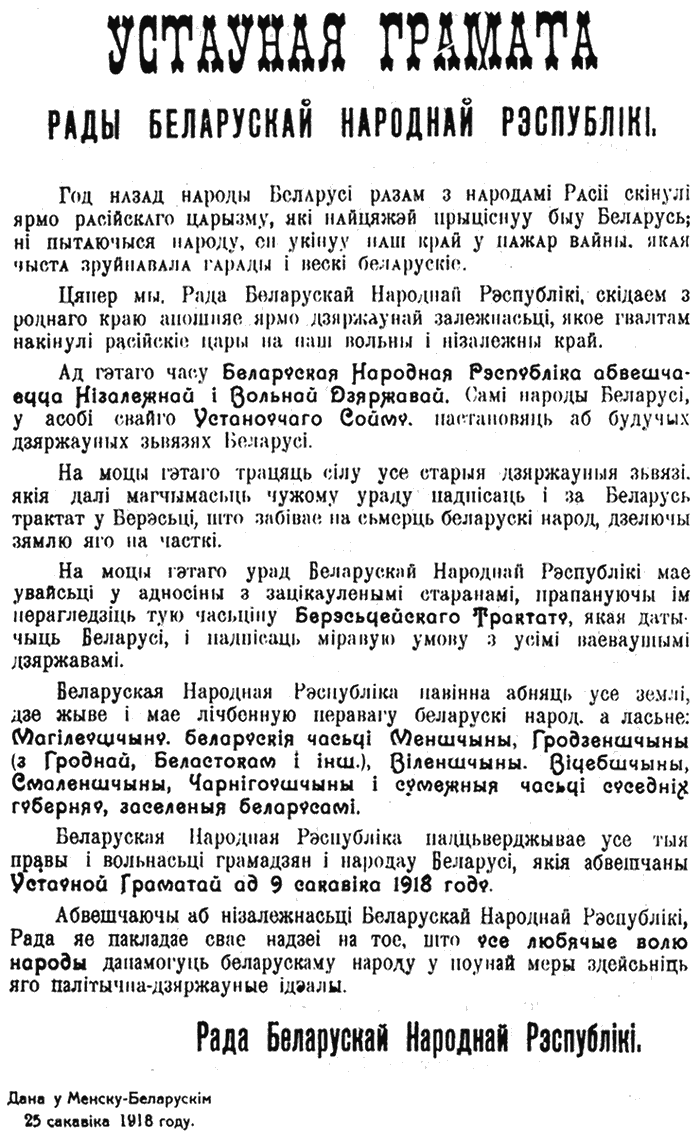
Третя статутна грамота
Центральний щит герба ВКЛ із малюнка 1910-х

### Радянсько-польська війна
Після поразки Німеччини в Першій світовій війні і підписання мирної угоди, за якою Німеччина була зобов'язана вивести війська з окупованих територій, Радянський уряд денонсував Брестський мир і направив війська на території, які були звільнені від німецької окупації. Зважаючи на наближення радянських військ 3 грудня 1918 року члени Ради БНР і уряду покинули Мінськ і переїхали у Вільно, а 10 грудня 1918 року німецькі війська залишили Мінськ. 27 грудня 1918 року Рада переїхала в Городню, яка ще контролювалась німцями, 27 квітня 1919 року Городня перейшла під польський контроль і залишалася номінальною столицею БНР до вересня 1919 року.
1 січня 1919 року в Смоленську була проголошена Радянська Соціалістична Республіка Білорусь, 8 січня уряд РСРБ переїхало з Смоленська в Мінськ, який на той час уже був зайнятий без бою Червоною армією в ході радянсько-польської війни. До середини лютого Радянська влада була встановлена майже на всій території сучасної Білорусі (крім Берестя, Кобриня, Вовковиська і Городні).
До Мінська діячі Ради повернулися в серпні — вересні 1919 року, після того, як 8 серпня 1919 року в місто увійшло Військо Польське.

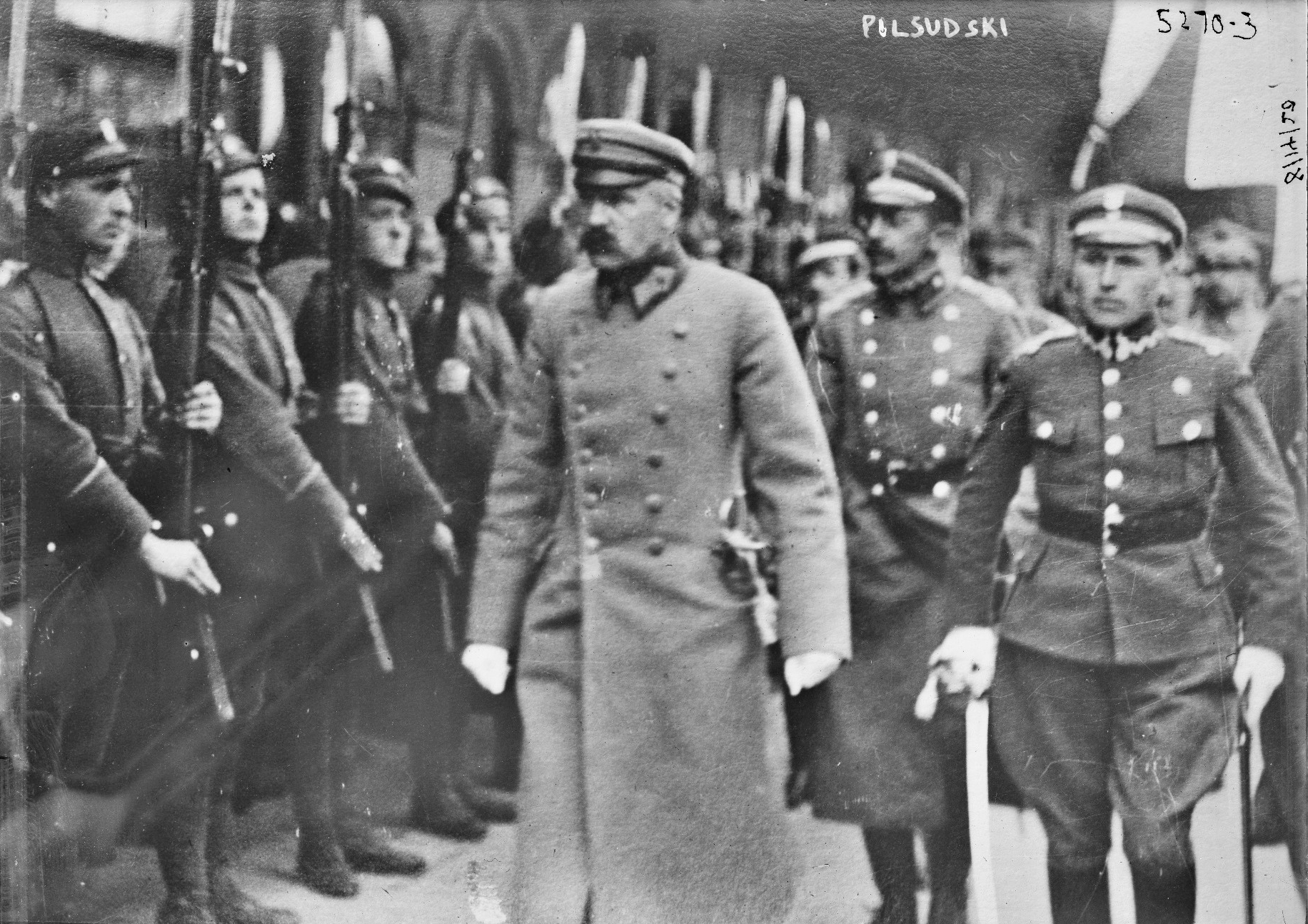
Юзеф Пілсудський у Мінську, 1919

Коли у вересні в Мінськ приїхав Ю. Пілсудський, його вітали всі білоруські партії, крім більшовиків. Але згодом в білоруських національних колах стало складатися негативне ставлення до польського керівництва. У грудні 1919 року стався розкол Ради БНР на Вищу Раду і Народну Раду. Вища Рада під керівництвом А. Луцкевича орієнтувалася на співпрацю з польською владою і шукала форми здійснення білоруської державності на основі федерації з Польщею. Луцкевич вважав, що в союзі з Польщею білоруси можуть не тільки створити автономію, а й зберегти землі на сході, аж до Смоленська. Однак польський уряд проігнорував пропозиції білоруських політиків. Своєю чергою, Народна Рада під керівництвом В. Ластовського протестувала проти «колонізаторської політики» Польщі та своїми союзниками розглядала балтійські республіки. Обидві Ради БНР вступили в жорстку конкуренцію між собою, доводячи своє виняткове право на представництво Білорусі на міжнародній арені. Після відходу поляків з Мінська в липні 1920 року Вища рада БНР переїхала до Польщі. Більшість прихильників Народної Ради переїхало в Каунас.
9-12 листопада 1920 армія отамана Балаховича на кілька днів зайняв містечка Петриков, Хомічкі, Прудок, і нарешті місто Мозир. Генерал-майор оголосив незалежність Білорусі, 16 листопада було створено уряд БНР, було оголошено про початок створення білоруської армії. На зайнятій Булак-Балаховича території пройшли єврейські погроми. Але вже 18 листопада Червона армія вибила Балаховича з Мозиря. Відступили на територію Польщі війська були інтерновані і роззброєні.

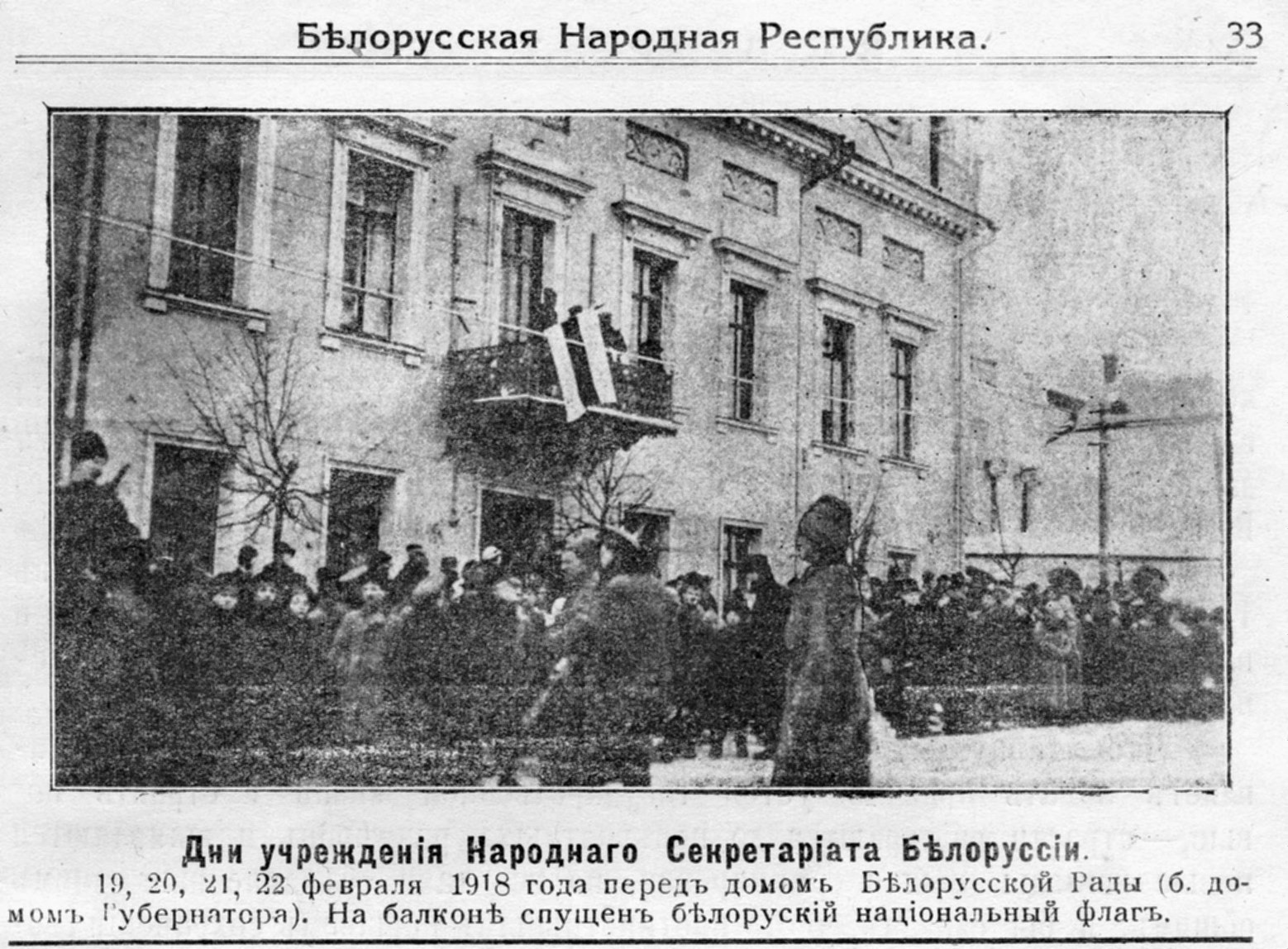
Білоруський національний біло-червоно-білий прапор над будівлею Народного секретаріату БНР (колишній будинок губернатора). Мінськ, 1918 рік

У жовтні 1920 року польський генерал Л. Желіговський з негласної санкції керівництва Польщі підняв заколот проти майбутньої передачі Вільна Литві, зайняв місто і проголосив Республіку Серединної Литви. Ліга Націй відмовилася визнати дії Желіговського законними. Передбачалося, що статус Віленщини буде визначений в ході плебісциту. Після цього уряд Литви почав шукати підтримки серед білоруського населення спірних територій, і 11 листопада 1920 року був підписаний секретний договір між урядом Ластовського і Литовської Тарібо про взаємне визнання та співпрацю. Керівництво Литви обіцяло надати фінансову допомогу уряду БНР і національним білоруським організаціям Віленщини і Городнянщини. Народна Рада БНР обіцяла Литві підтримку білоруського населення в ході плебісциту і погоджувалася на використання урядом Литви білоруських військових формувань. Також була досягнута домовленість, що етнічні білоруські території Віленщини і Городнянщини отримають статус автономії і будуть перебувати в складі Литовської держави на основі федерації. У договорі нічого не говорилося про схід Білорусі. Пізніше член Ради БНР А. Цвікевіч згадував:
|  | Литовський уряд вирішив використовувати нас для боротьби з Польщею за Вільно, а ми вирішили використовувати "литовську базу" для боротьби за незалежність Білорусі. |

Водночас польський уряд в боротьбі за Вільну використовувало «полонофільскую» Вищу Раду БНР, яка до того моменту вже практично припинила свою діяльність. Її лист, в якому говорилося, що «білоруське населення не поділяє побажання Каунаса», було аргументом польської делегації на польсько-литовських переговорах в Брюсселі у квітні 1921 року. Однак в підсумку переговори виявилися безрезультатними, Ліга Націй виявилася неспроможною вирішити конфлікт, і плебісцит так і не відбувся. 24 березня 1922 року польський сейм ратифікував рішення про прийняття Віленщини до складу Польщі. Після цього литовське керівництво втратило інтерес до співпраці з Радою БНР і відмовилося фінансувати її діяльність. У листопаді 1923 року члени уряду БНР покинули Каунас і переїхали до Праги.

### Окупація

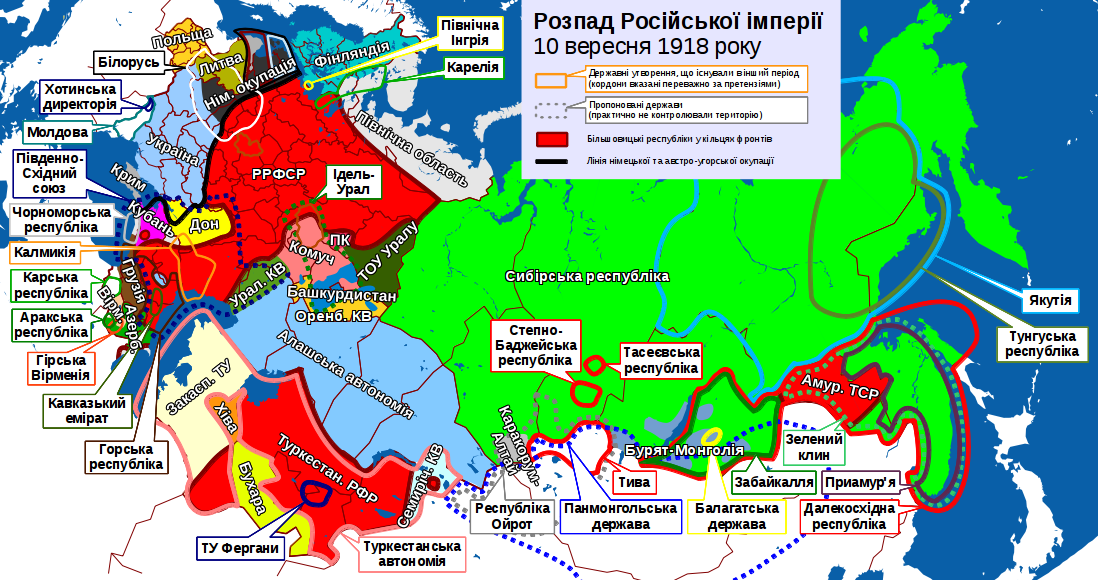
БНР на мапі розпаду Російської імперії.

Стяг БНР у вигнанні.

Після листопадової революції в Німеччині (1918) Радянський уряд відмовився від Берестейського договору й рушив Червоною армією на захід. 10 грудня Червона армія зайняла Мінськ. Мінська Рада проголосила відновлення Радянської влади. На середину лютого 1919 року по всій території Білорусі знову встановилася влада більшовиків.
Білоруський національний комітет (Білнацком) на чолі з Олександром Чарвяковим пропонував перетворення Західної області в автономну республіку в складі РРФСР. Пропозицію Білнацкому підтримали білоруські секції РКП(б), які об'єднували білорусів-комуністів на чолі з Дмитром Жилуновичем. Більшовицьке керівництво дослухалося до вимог національних секцій ЦК РКП(б) і пішло назустріч, ухваливши рішення про створення БРСР.
30 грудня 1918 року в Смоленську відбулася 5-та Північно-Західна обласна конференція РКП(б), на якій вирішилося питання про створення Білоруської Радянської Соціалістичної Республіки — БРСР і перейменування РКП(б) у КПБ. ЦК КПБ очолили Олександр Масніків (Маснікян) і Вільгельм Кнорин, уряд БРСР — Дмитро Жилунович. 1 січня 1919 року було оприлюднено Маніфест уряду про створення БРСР. Уся влада передавалася до рук більшовиків, столицею призначений Мінськ, розпочалася підготовка до 1-го з'їзду Рад, аби законодавчо оформити створення нової держави.

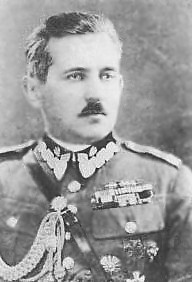
Президент і генерал Станіслав Булак-Балахович.

Під час радянсько-польської війни 1920—1921 багато діячів БНР змагалися на боці Польської республіки. Після війни терени Білорусі були поділені між поляками й більшовиками. У листопаді-грудні 1920 розгорілося Слуцьке повстання під закликом відновлення БНР.
Діячі БНР неодноразово намагалися привернути увагу світової громадськості до «білоруського питання» на різних післявоєнних конференціях, однак ці спроби були безуспішними. Провідні держави світу не розглядали навіть можливості надання білорусам автономії. На Паризькій конференції французькі дипломати правдиво і відверто заявили А. Луцкевичу:
|  | Якби Ви мали хоч клаптик землі, де б Ви були господарями, питання про міжнародне визнання незалежності було б вирішено позитивно і Вам була б дана допомога. |

День проголошення незалежності БНР 25 березня відзначається свідомими білорусами як головне національне свято День Волі.

## Уряд

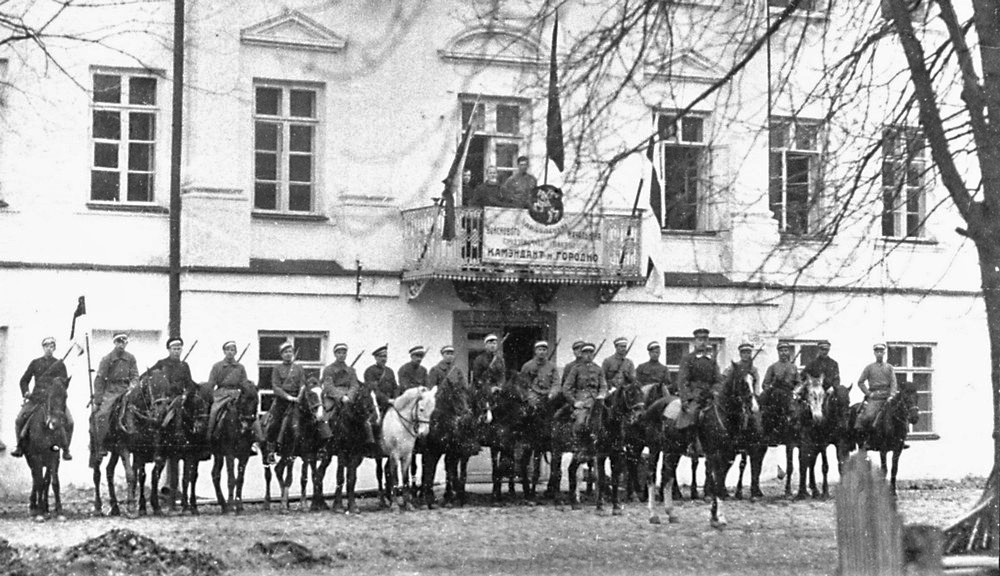
Уряд БНР у Городні

### Голови Ради БНР
- Ян Середа (біл. Ян Серада, Jan Sierada) (1918)
- Язеп Льосік (в.о.) (біл. Язэп Лёсік, Jazep Losik) (1918—1919)
- Петро Кречевський (біл. Пётра Крэчэўскі, Piotra Krečeŭski) (1919—1928)

### Голови Ради БНР в екзилі
- Петро Кречевський (біл. Пётра Крэчэўскі, Piotra Krečeŭski) (1920—1928)
- Василь Захарка (біл. Васіль Захарка, Vasil Zacharka) (1928—1943)
- Микола Абрамчик (біл. Мікола Абрамчык, Mikoła Abramčyk) (1944—1970)
- Вінцент Жук-Гришкевич (біл. Вінцент Жук-Грышкевіч, Vincient Žuk-Hryškievič) (1970—1982)
- Йосип Сажич (біл. Язэп Сажыч, Jazep Sažyč) (1982—1997)
- Івонка Сурвіла (біл. Івонка Сурвіла, Ivonka Surviła) (1997 — досі)

### Прем'єр-міністр
- Роман Скірмунт (біл. Раман Скірмунт, Raman Skirmunt) (1918)

## Зовнішня політика

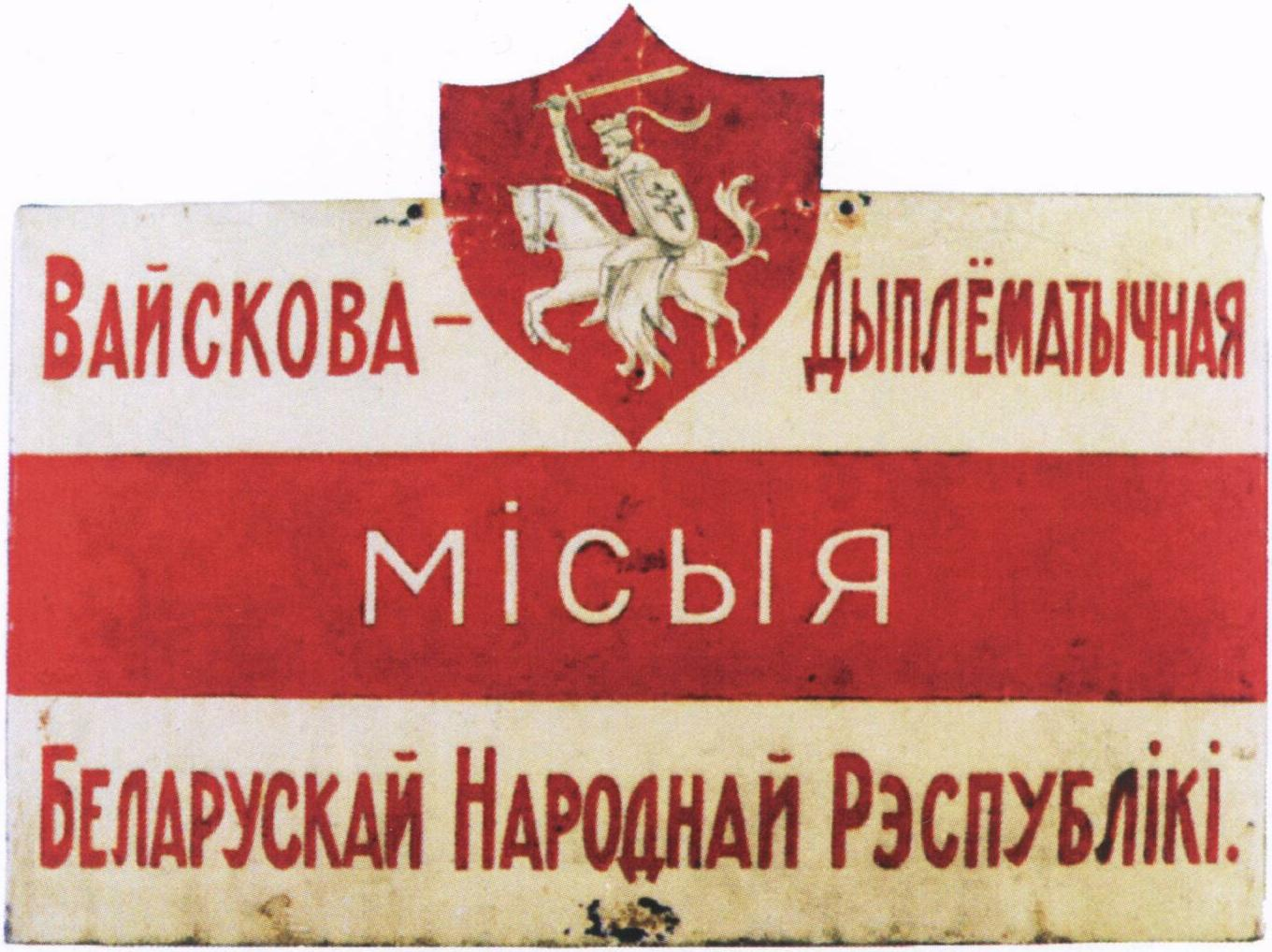
Військово-дипломатична місія БНР у Латвії та Естонії, вивіска

Незалежність Білоруської Народної Республіки була визнана Литвою, Латвією, Естонією, Фінляндією, Українською Народною Республікою, Чехословацькою Республікою, Османською імперією, Грузинською Демократичною Республікою, Азербайджанською Демократичною Республікою, Німецькою імперією, Болгарським царством.
Україна першою з іноземних держав визнала БНР. Енциклопедія історії Білорусі стверджує, що в червні 1918 року білоруська делегація на чолі зі Скірмунтом відвідала Київ, і Уряд Української Народної Республіки (УНР) визнав БНР, у Києві було відкрито генеральне консульство, а в Одесі — консульство БНР на чолі зі Степаном Некрашевичем.
Рік по тому, як БНР фактично припинила існування (28 грудня 1919 року), Н. Вершинін, що жив у Празі й виконував у Чехословаччині обов'язки консула уряду БНР у вигнанні, отримав від А. Луцкевича, що жив у Варшаві й виконував обов'язки народного секретаря (глави) ради міністрів БНР у вигнанні, телеграму, у якій Луцкевич стверджував, що він отримав телеграму від представника БНР у Латвії про те, що в Юр'єві в ході конференції з припинення військових дій між армією Української РСР і армією Естонської Демократичної Республіки проскочило «визнання незалежності Білорусі» як самою конференцією, так і Фінляндією.
Білоруський історик Алесь Смалянчук зазначає, що де-юре жодна держава не визнавала БНР державою, а лише налагоджувала стосунки з представниками БНР.
Німецький дослідник Е. Енгельгарт зазначає, що Німеччина з різних причин не визнавала білоруський уряд, і тому він був змушений обмежити представництво білоруського народу в національно-культурних питаннях. Річард Пайпс приходить до висновку, що німці не збиралися підтримувати незалежність, проголошену Радою БНР, оскільки вважали Білорусь джерелом дешевої сировини та робочої сили.
11 листопада 1920 був підписаний секретний договір між урядом Ластовського й Литовської Таріби про взаємне визнання й співробітництво.

## Збройні сили

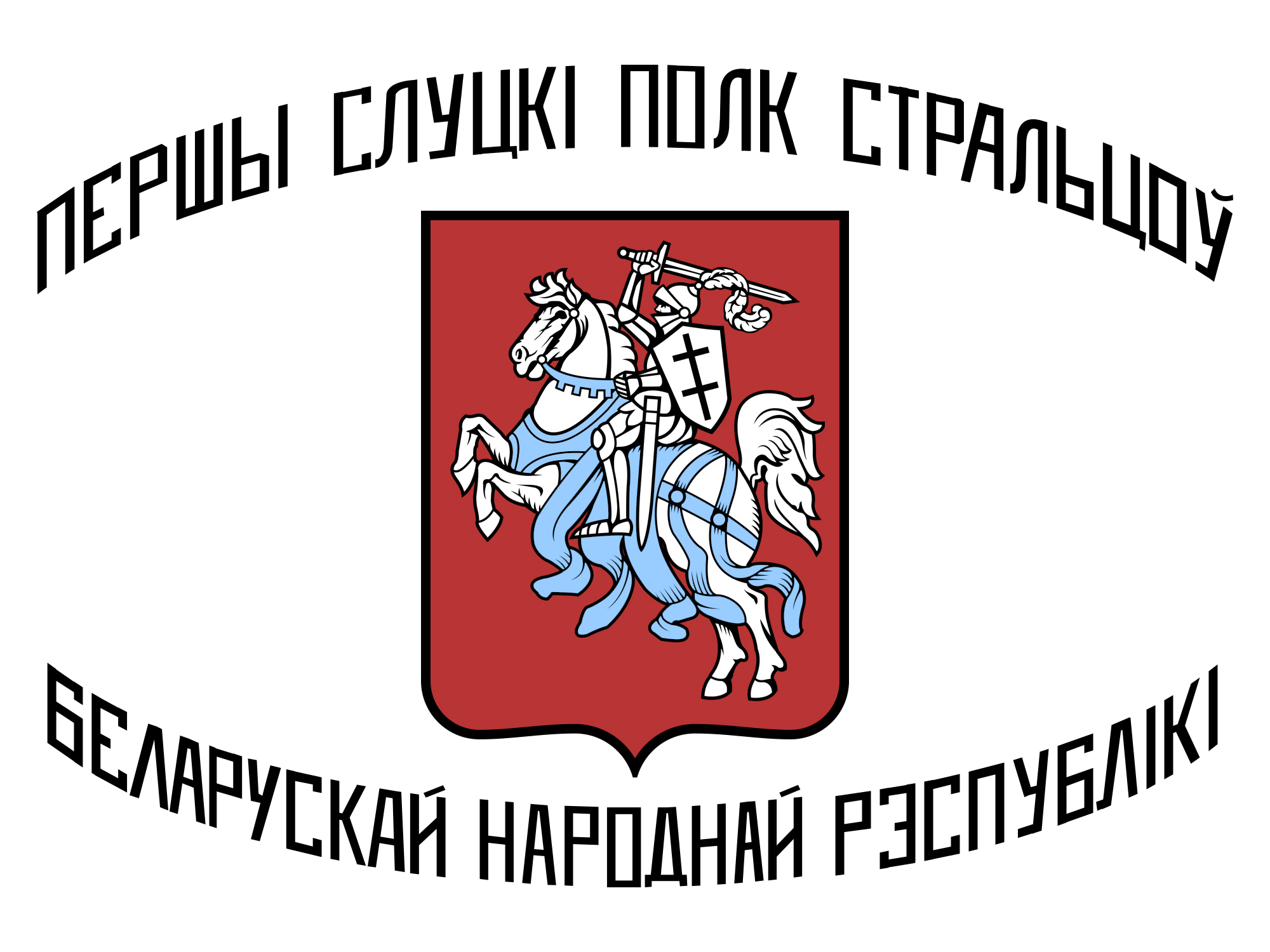
Прапор першого Слуцького полку стрільців БНР

Білоруські частини почали створюватися в складі російської армії ще восени 1917 року. 3 грудня 1917 року в Одесі відбувся З'їзд військових білорусів Румунського фронту, а 15–20 грудня в Києві — Південно-Західного фронту. Ці з'їзди ухвалили «білорусизувати» частини російської армії, які перед війною стояли в Білорусі. На Румунському фронті було білорусизовано 357-у Вітебську й 401-у Мінську дружини державного ополчення, 6-й Таурогенський прикордонний кінний полк, 4-й важкий артилерійський дивізіон, 77-й обозний батальйон і 5-й і 284-й запасні піхотні полки. У лютому 1918 року, коли владу в Мінську взяв у свої руки виконком Всебілоруського з'їзду, був створений Перший Мінський білоруський полк, який проіснував до приходу німецьких військ.
Під наглядом німців лідери БНР займалися державною діяльністю майже в усіх її областях, окрім військової. Уряду БНР не дозволяли мати свою армію і міліцію. Німеччина не допустила передислокації до Білорусі з Румунського фронту білоруської дивізії. Розчарування німцями підштовхнуло білоруських есерів до створення селянських партизанських загонів для боротьби з окупантами. З цією метою була створена організація «Союз білоруського трудового селянства». Десятки тисяч осіб входили в партизанські загони, у тому числі й воювали за державну незалежність БНР (Лукаша Семенюка, Юрки Монича В'ячеслава Адамовича — «Деркача» й інших). Існували й інші форми опору. На повну державну незалежність без власного війська розраховувати не доводилося. Німеччина спеціально до останнього стримувала формування білоруських військових об'єднань.
1919 року білоруські діячі намагалися утворити свої військові формування в Польщі й Литві. В Одесі, де в той період перебували білогвардійці й війська Антанти, вдалося організувати одну білоруську дивізію (до 1000 осіб) і Білоруський гусарський полк. Однак після взяття Одеси Червоною армією дивізія припинила своє існування. Не вдалося сформувати білоруську армію і в Польщі.
Про свої симпатії до БНР заявляв і генерал-майор Станіслав Булак-Балахович, який зі своїм загоном 1919 року на якийсь час перейшов «на білоруську службу», а після разом із польськими військами воював проти більшовиків у районі Ковеля й Володимира-Волинського. У листопаді 1920 року Булак-Балахович оголосив у Мозирі про незалежність білоруської держави, але незабаром його армія була розбита Червоною армією і відійшла до Польщі.
За підрахунками історика Олега Латишонка, автора книги «Солдати БНР», у білоруських військових загонах протягом 1917—1923 років служили близько 11 тисяч осіб, переважно добровольців. Найбільш героїчний епізод боротьби за БНР — Слуцьке збройне повстання 1920 року, коли спішно сформована Слуцька бригада стрільців БНР упродовж місяця вела бої із Червоною армією.

## Адміністративний поділ

### Задекларована територія

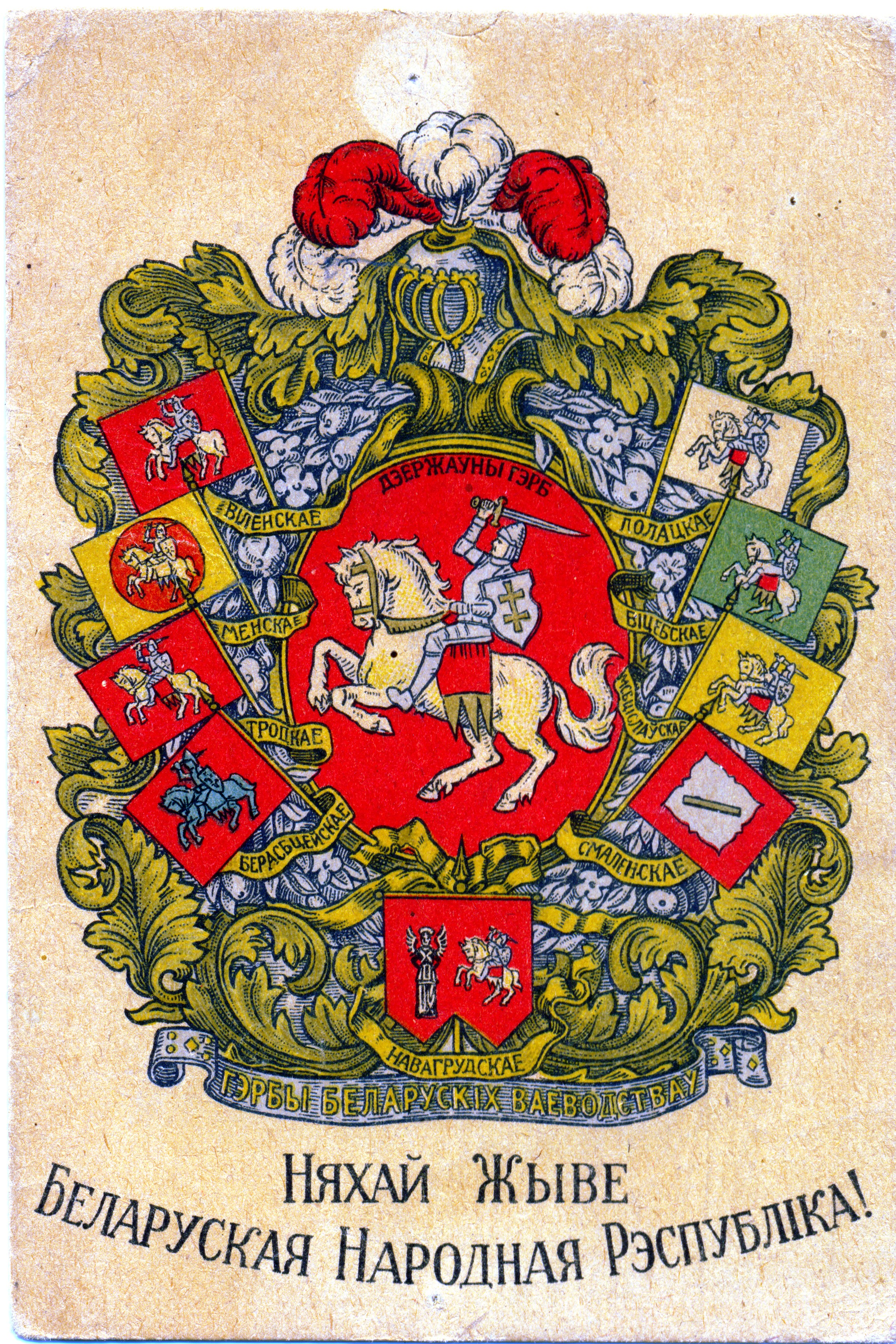
Листівка «Хай живе Білоруська Народна Республіка. Герби Білоруських воєводств» 1918—1920

Білоруська Народна Республіка була проголошена «на землях, де живе білоруський народ і має чисельну перевагу». У склад БНР включалися: Могилівщина, білоруська частина Мінщини, Городнянщина (з містами Городня та Білосток), Віленщина, Смоленщина, Чернігівщина і сусідні частини сусідніх губерній, заселених білорусами (мається на увазі провінції Сувалки та Каунас).

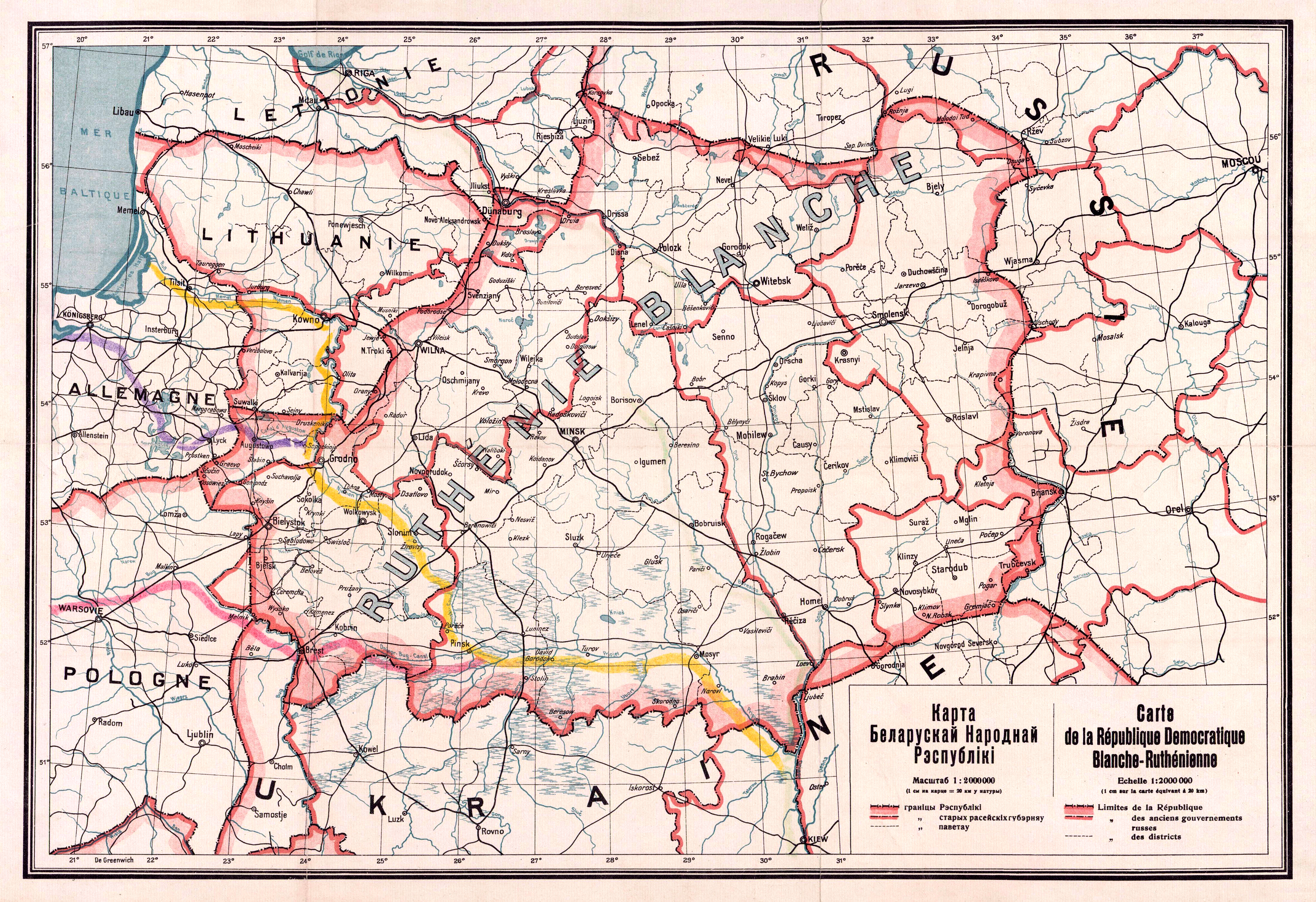
Мапа БНР, 1918 р.
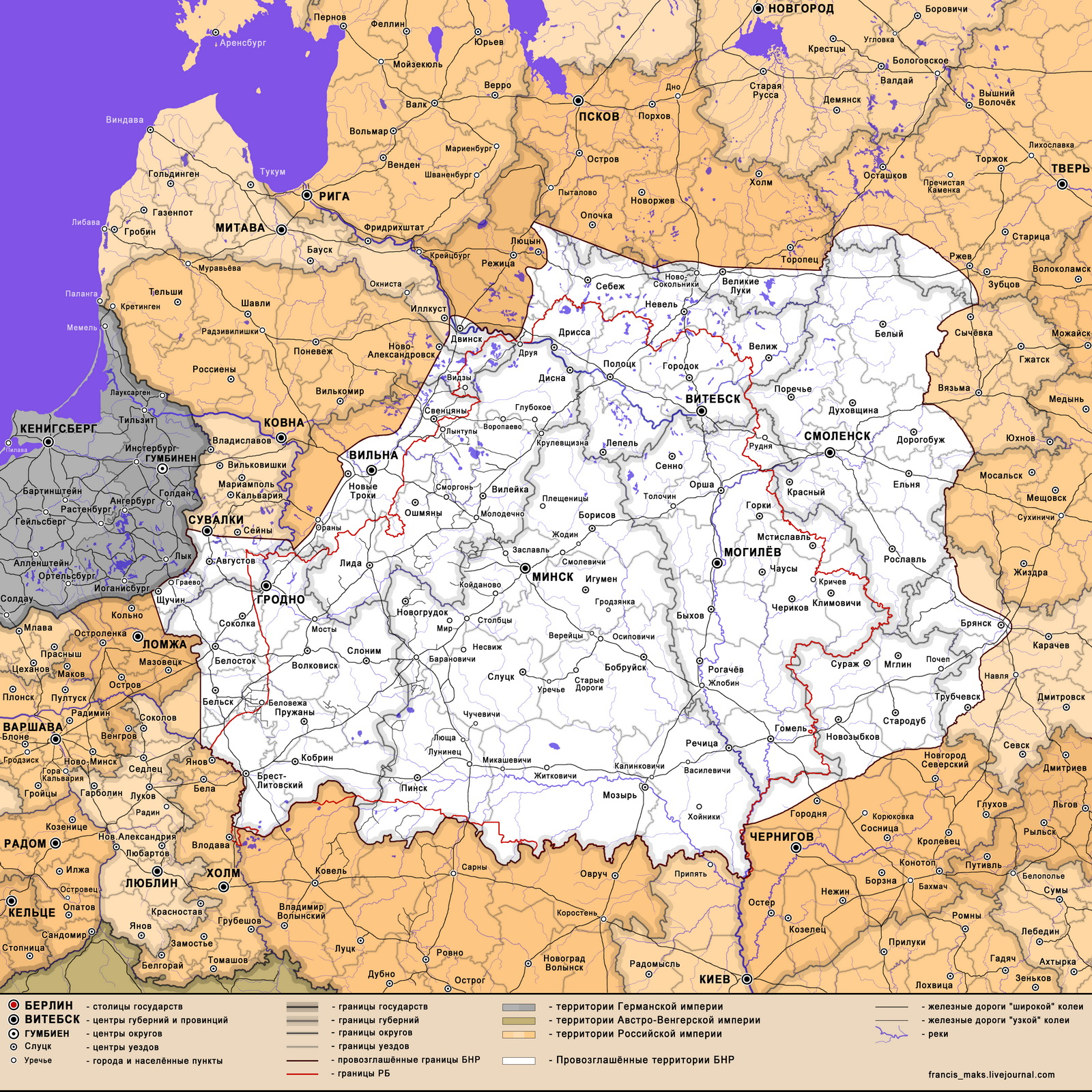
Території, де Білоруська Народна Республіка була проголошена на основі «етнічних критеріїв» (як їх розуміли політики та ідеологи БНР) — згідно з працями М. Довнар-Запольського
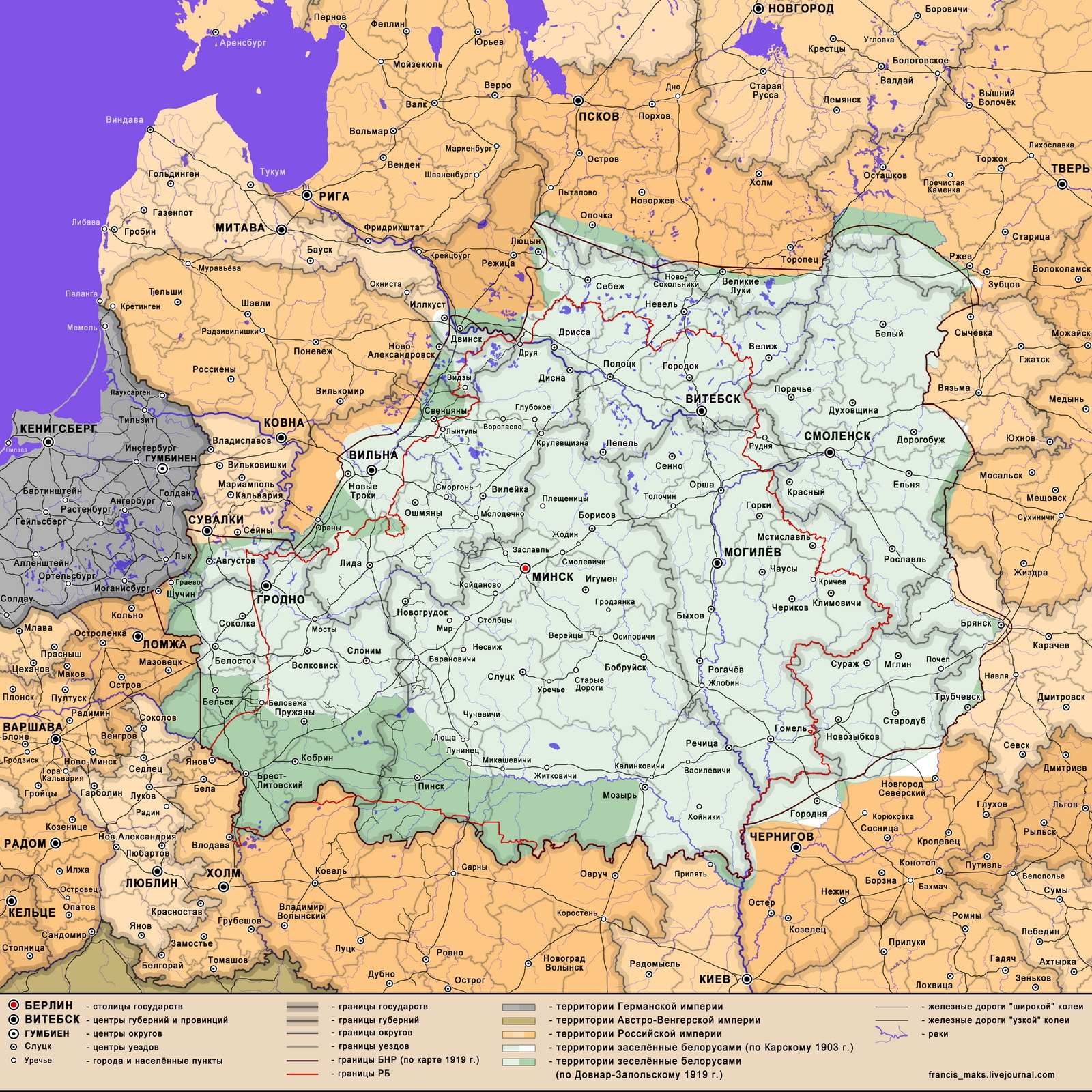
Кордони Білоруської Народної Республіки, проголошені 25 березня 1918 р., та етнічна територія білорусів на основі праць М. Довнар-Запольського та Я. Карського
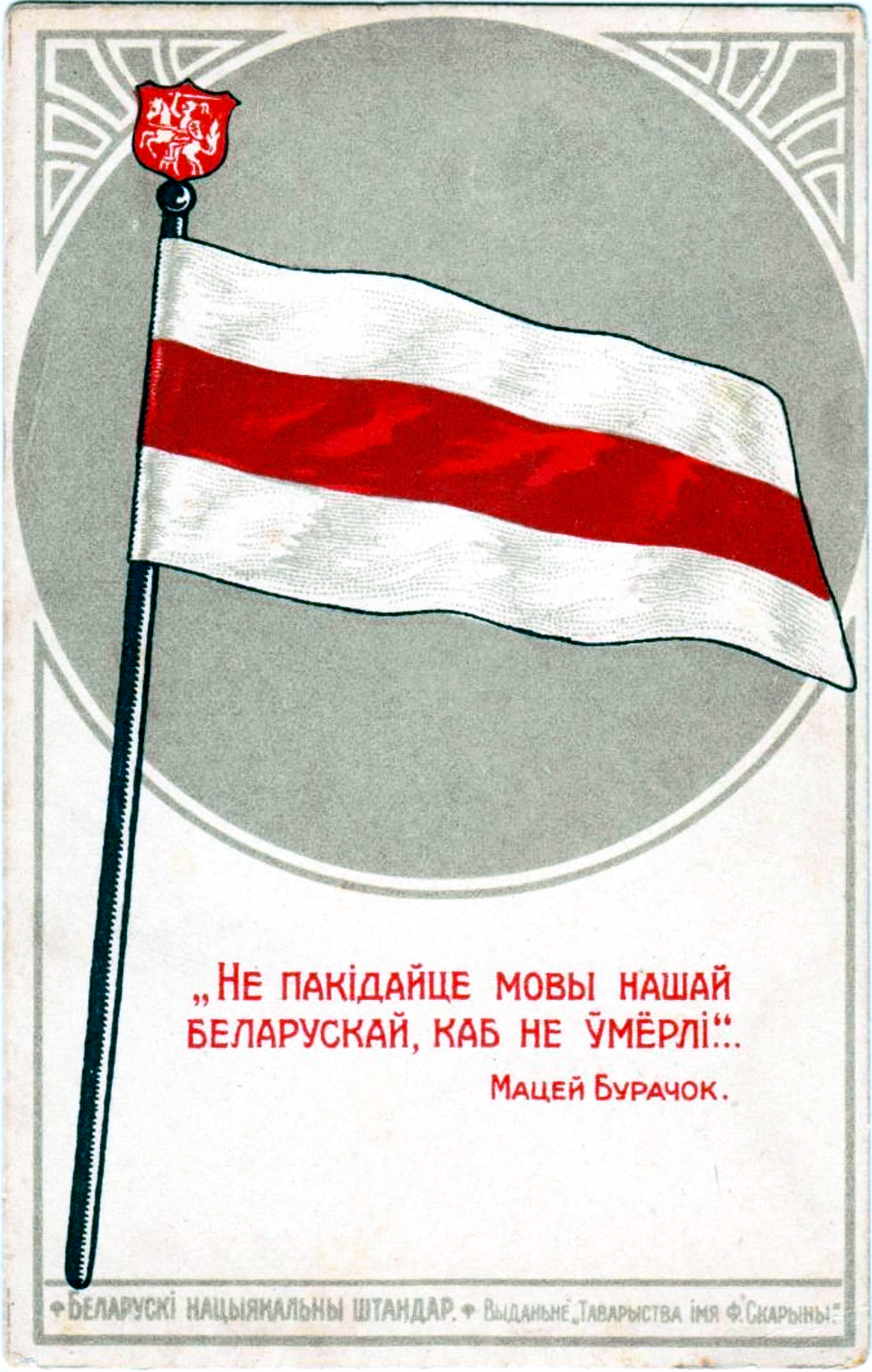
Листівка БНР з державним біло-червоно-білим прапором
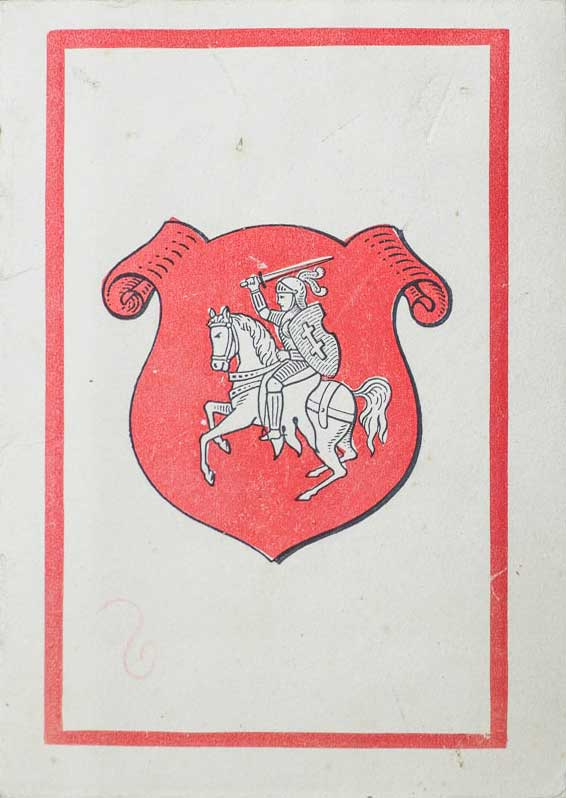
Обкладинка паспорта громадянина БНР з державним гербом «Погоня»

### Адміністративно-територіальний поділ

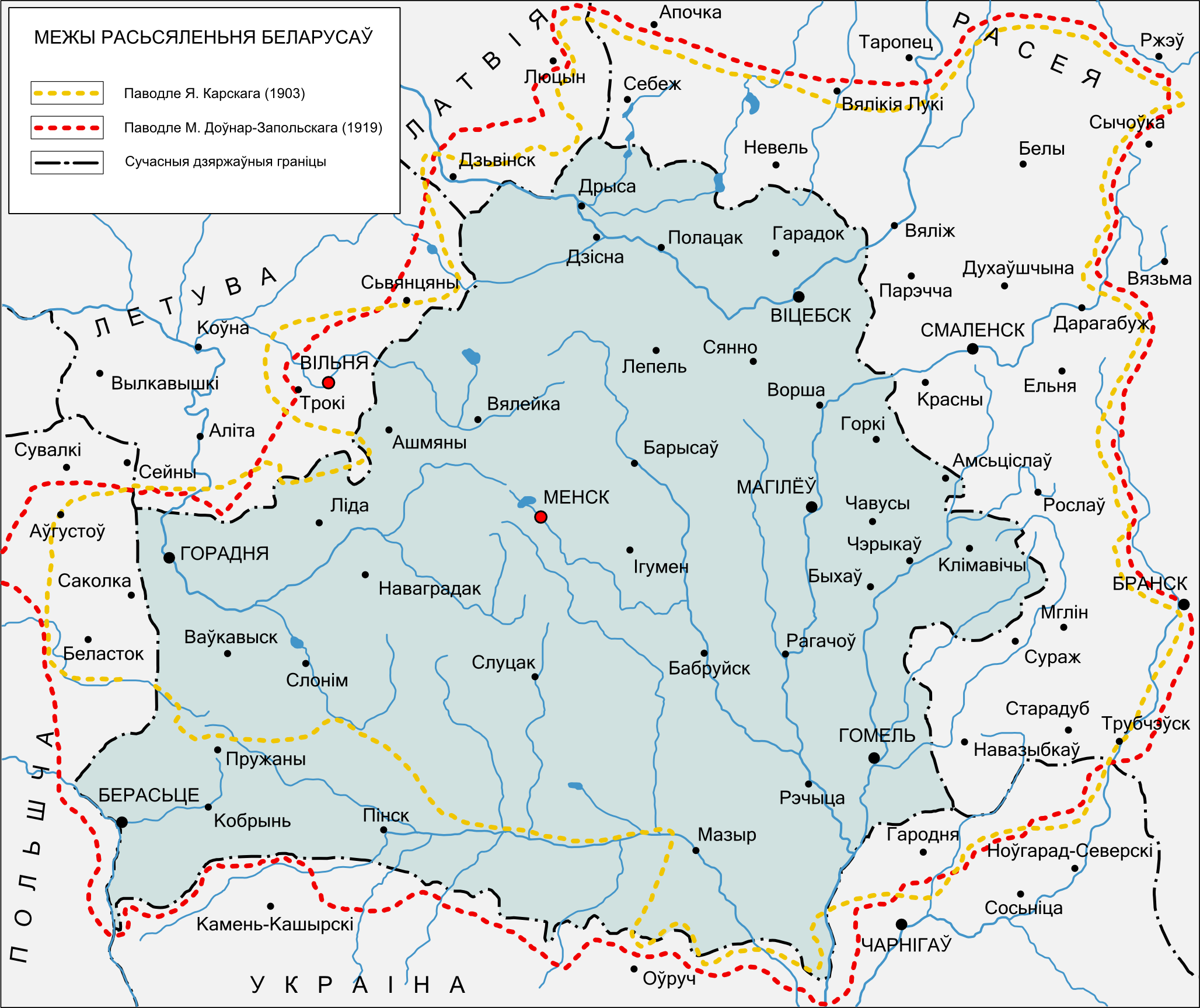
Межі етнічної території білорусів
Відповідно до Ю. Карського (1903)
Відповідно до М. Довнар-Запольського (1919)
Сучасні державні кордони Республіки Білорусь

Планувалося розділити територію БНР на воєводства — Новоградське, Брестське, Городнянське, Мінське, Віленське Полоцьке, Вітебське, Смоленське та Мстиславське, які, своєю чергою, були б поділені на повіти.

## Освіта, наука та культура
Найбільших успіхів уряд БНР досяг у культурному будівництві й розвитку освіти. За короткий час за різними підрахунками відкрилися від 150 до 350 білоруських шкіл, у тому числі гімназії в Будславі, Мінську, Новогрудку, Новополоцьку й Гродно.
Підготовка вчителів, окрім Свислочської гімназії, велася в Мінському педагогічному інституті, готувалося відкриття Білоруського державного університету (цією справою займалися Аркадій Смолич, Митрофан Довнар-Запольський, Євтимій Карський, Всеволод Ігнатовський та інші). У планах БНР було також відкриття сільськогосподарського й політехнічного інститутів.
У квітні 1918 відкрилася Мінська вища музична школа, перетворена того ж року на Білоруську консерваторію. Заняття почалися й у відновленій Католицькій духовній семінарії (ректор — доктор філософії ксьондз Ф. Абрантовіч).
За ініціативою А. Луцкевича 1918 року утворена перша білоруська наукова установа — Білоруське наукове товариство у Вільнюсі. Велася підготовка до відкриття Віленської білоруської гімназії.
1918 року в БНР білоруською мовою виходило 6 газет і 3 журнали, діяло 11 видавництв. Видавництво «Освіта» активно друкувало підручники.
19 травня 1918 на базі Товариства драми й комедії виник Білоруський державний театр БНР.

## Еміграція та сучасність

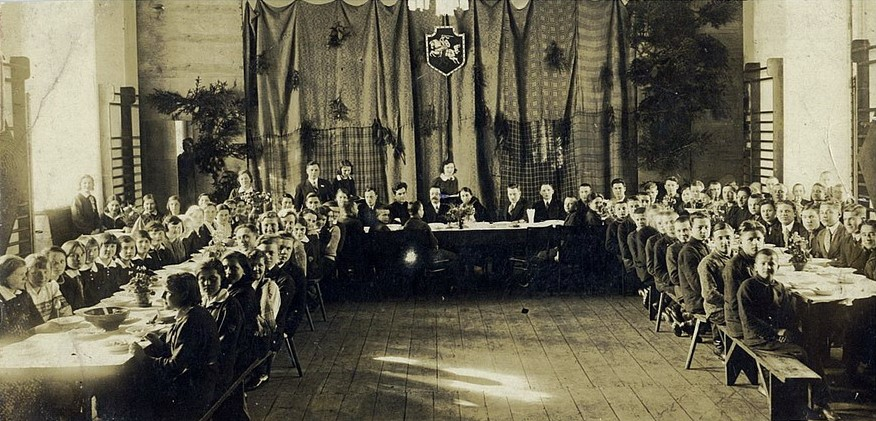
Святкування річниці Білоруської Народної Республіки у Віленській білоруській гімназії. Вільно, 25 березня 1935 р

У січні 1919 р. Рада та уряд БНР переїхали до Вільно, а потім (внаслідок наступу Червоної Армії та діяльності польських воєнізованих формувань) до Городні. Це місто вважалося столицею БНР до вересня 1919 року. Деякі місцеві організації перебували під егідою уряду БНР, видавались 5 білоруських газет (зокрема «Білоруський народ» та «Рідний край»). Уряд БНР у той час боровся з претензіями польської держави на білоруські території, добивався права брати участь у Паризькій мирній конференції, успішно вів переговори з урядом УНР щодо позиції уряду А. Луцкевича.
У зв'язку з діями польських легіонерів наприкінці березня 1919 р. уряд БНР виїхав до Берліна. Тут була дезавуйована резолюція «Загальнобілоруського конгресу», який нібито відбувся в Новоградку, про приєднання Білоруси до Польщі. У травні 1919 р. голова мирної конференції отримав дозвіл на приїзд білоруської делегації до Парижа.
На початку червня 1919 р. урядова делегація БНР прибула до Парижа. Делегація разом з представниками Литви, Латвії, Естонії, України та інших домагалися визнання своїх держав повноправними суб'єктами міжнародних відносин.
Тим часом у квітні 1919 р. Польська армія окупувала Вільно та Городню, а на початку серпня Мінськ. 19 вересня Аркадій Смоліч та Язеп Лесик надіслали листа главі польської держави Й. Пілсудському з проханням відновити діяльність структур БНР. Восени 1919 р. А. Луцкевич довгий час перебував у Варшаві, домагаючись визнання незалежності Білорусі польською державою.
1 грудня 1919 р. А. Луцкевич, В. Захарко, П. Крачевський та інші члени уряду БНР повернулися до Мінська. 13 грудня Рада БНР розпалася на Верховну Раду БНР (пропольську) та Народну Раду БНР. Їх головами стали відповідно соціал-демократ Я. Льосік та соціаліст-федераліст П. Крачевський. Також було сформовано два уряди БНР. Верховна Рада залишила А. Луцкевича на чолі кабінету, а Народна Рада визнала В. Ластовського головою кабінету. Польська влада швидко наказала розпустити Народну Раду, заарештувала В. Ластовського, П. Бадунова та Я. Мамоньку. Побачивши, що польський уряд не визнає права Білоруси на державну незалежність, 28 лютого 1920 р. А. Луцкевич подав у відставку з посади голови Ради народних міністрів. Раніше, у січні, голова Народної ради П. Крачевський та його помічник В. Захарко виїхали до Берліна. Лише у травні В. Ластовський, П. Бадунов, Т. Гриб, Ю. Мамонько змогли виїхати до Риги.
У березні 1920 р. Польське керівництво розпочало переговори з Найвищою Радою БНР, польська комісія відхилила більшість пропозицій Вищої Ради, але виділила певні кошти на потреби білоруської школи та культури. Під час радянсько-польської війни активісти БНР шукали підтримки як з польської, так і з радянської сторін. Однак коли в липні радянські війська увійшли до Мінська, а уряд РРФСР підписав угоду з Литвою про передачу їй значної частини білоруських земель, це викликало протести як Вищої Ради, так і Народної ради. Надія на те, що БНР буде визнана Радянською Росією, зникла.
У той час, коли радянська та польська сторони обговорювали умови мирного договору в Ризі без участі білоруського народу, в Ризі відбулася політична конференція, на якій було вирішено створити єдиний національний блок навколо уряду В. Ластовського. Народна Рада БНР була визнана єдиним представником білоруського народу і стала називатися Радою БНР. Тим часом уряд Латвії на основі угоди з РРФСР від 11 серпня 1920 р. запропонував Раді та уряду Ластовського залишити територію держави. 11 листопада було підписано угоду між БНР та Литовською Республікою про взаємне визнання, співпрацю та спільну боротьбу за звільнення білоруських та литовських земель від польської окупації. Рада БНР та уряд Ластовського переїхали до Каунаса, тодішньої столиці Литви. У той час уряд БНР намагався зірвати радянсько-польські переговори в Ризі, шукаючи підтримки в різних європейських країнах. Ці зусилля доклали лише того, що Паризька мирна конференція зобов'язала Польщу поважати права національних меншин. 18 березня 1921 р. було підписано Ризький мирний договір.
Наприкінці березня 1921 р. в Празі відбулася національно-політична нарада, в якій взяли участь 37 представників білоруських партій та організацій із Західної Білоруси, Литви, Чехословаччини та Німеччини — Перша Всебілоруська конференція. Конференція підтвердила акт від 25 березня 1918 р., визнаючи Раду БНР єдиною законною владою в Білорусі.
Уряд БНР не припиняв своєї діяльності на міжнародній арені. 27 квітня 1922 р. В. Ластовський та міністр закордонних справ А. Цвікевич прибули на Генуезьку міжнародну конференцію з економічних та фінансових питань. Голові конференції була вручена нота про визнання Вільно урядом БНР столицею Литви та згода на включення Республіки Серединої Литви до складу Литовської держави як автономії. Меморандум з проханням підняти питання про визнання БНР був заслуханий на засіданні політичної комісії конференції, але після демаршу делегації РРФСР білоруське питання не було включено до порядку денного конференції.
20 травня 1922 р. нота Ластовського та Цвікевича була засуджена урядом БНР. В. Ластовський подав у відставку, але її не прийняли. Тоді Ластовський хотів скликати загальнонаціональні збори у Двінську, але Голова Ради БНР П. Крачевський виступив проти. Почалася урядова криза. 11 жовтня 1922 р. було сформовано Державне правління з членів Президії Ради БНР та деяких міністрів. 20 квітня 1923 р. В. Ластовський та державний писар Дуж-Душевський оголосили про вихід зі складу Державної колегії. 23 серпня 1923 р. на зустрічі білоруських громадських та політичних діячів у Каунасі було сформовано новий уряд БНР на чолі з А. Цвікевичем. Політика литовського уряду незабаром призвела до того, що 1 листопада 1923 р. Президія Ради та уряд БНР виїхали з Каунаса до Праги (Цвікевич залишився в Литві).
Тим часом політика білорусизації, що проводилася в БСРР, та оголошена амністія сприяли зростанню прорадянських настроїв серед активістів БНР, що посилилися після розширення БРСР у 1924—1926 рр. 12-16 жовтня за ініціативою А. Цвікевича в Берліні відбулася Друга Всебілоруська конференція, яка визнала Мінськ єдиним центром відродження Білорусі. Цвікевич та члени його уряду переїхали до Мінська.
Президія Ради БНР не визнала рішення конференції і залишилася вірною акту 25 березня 1918 року. Хоча пізніше члени Президії Бадунов і Мамонько також переїхали до БСРР, Голова Ради БНР Петро Крачевський та його заступник Василь Захарко не визнали Радянську Білорусь. Державна печатка та державний архів БНР залишились у них.
Після смерті П. Крачевського (8 березня 1928 р.) його функції виконував В. Захарко. Після окупації Чехії нацистською Німеччиною з ініціативи німецької сторони 1939 року представники міністерства закордонних справ Рейху провели переговори з В. Захарком. Останній відхилив пропозицію нацистів про співпрацю. Перед смертю Захарко передав печатку та державний архів Миколі Абрамчику, який до 1970 року був головою Ради БНР.

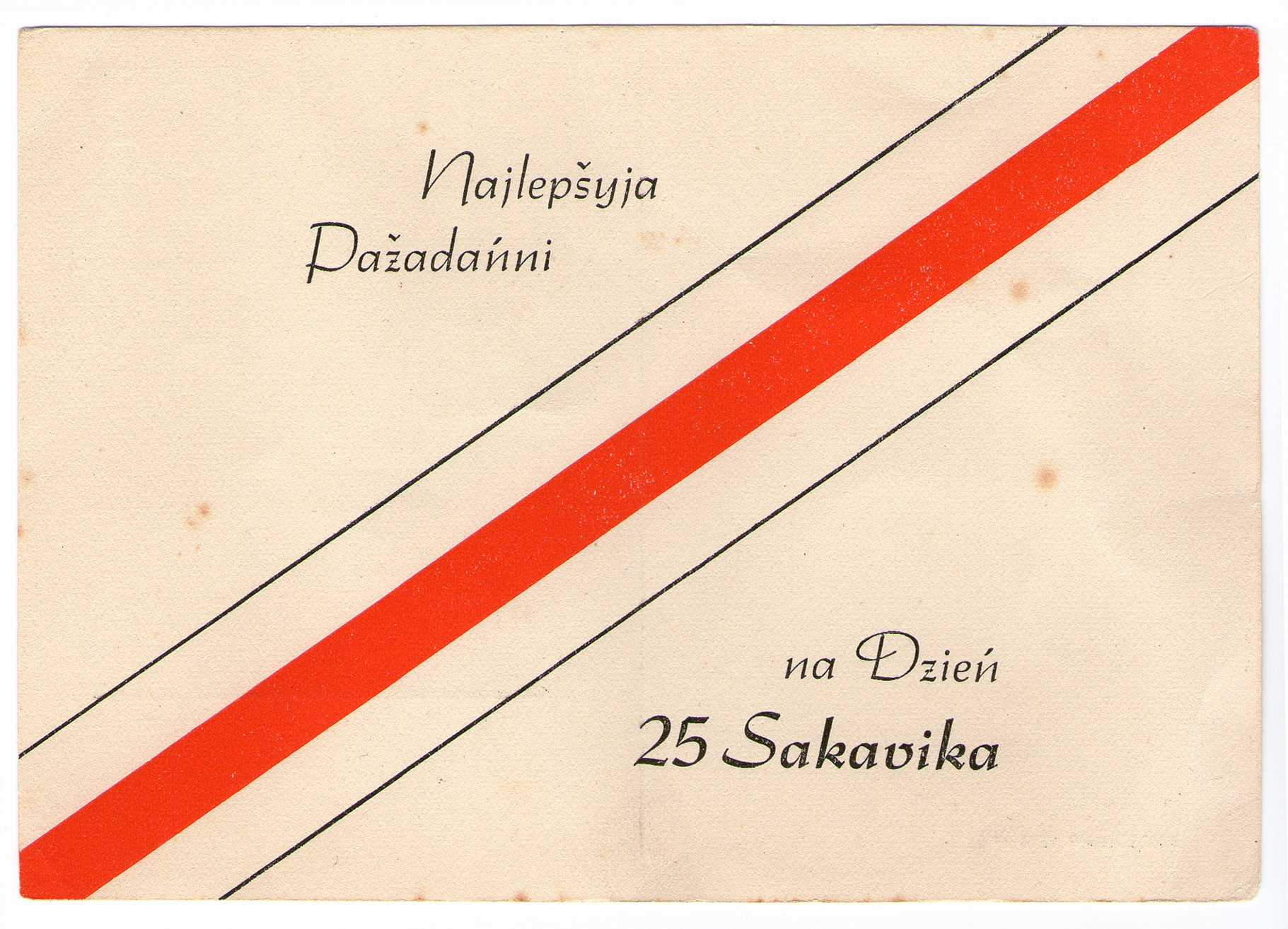
Еміграційна картка до Дня Волі, 1949

Після Другої світової війни суперником уряду БНР в еміграції була Білоруська центральна рада, утворена Радославом Островським у 1943 р., яка продовжувала існувати в еміграції. На відміну від БЦР, яка майже повністю складалася з колишніх нацистських службовців, до складу уряду БНР входили як колишні активісти БЦР (наприклад, Борис Рагуля, Ауген Калубович, Антон Адамович, Станіслав Станкевич, Францішак Кушаль, Ян Станкевич), так і ті, хто воював проти нацистів. (Вінсент Жук-Гришкевич, Лявон Ридлевський, Петро Сич).
В еміграції Рада БНР продовжувала боротьбу з комуністичною окупацією, відомо про співпрацю Ради БНР з Центральним розвідувальним управлінням. Таким чином, деякі білоруські емігранти пройшли курс навчання в американській розвідувальній школі, з подальшою метою переїзду на територію БРСР для розгортання там активної розвідки та націоналістичної роботи, найвідоміший з яких — Янка Філістович.
У 1970 р. еміграційна рада БНР обрала своїм головою В. Жука-Гришкевича, а в 1982 р. — Язепа Сажича.
До початку 90-х Рада БНР із резиденцією в Нью-Йорку складалася приблизно з 200 осіб з усього світу, у тому числі й із Білорусі, але більшість із них проживала в США. Відповідно до статуту президент або голова Ради є «вищим представником Ради БНР і білоруського народу», якого Рада обирає на 6-річний термін.
Еміграція не визнавала БРСР і її межі. Одним із можливих шляхів повернення білоруських земель, що входили до складу РРФСР (Смоленська, частини Брянської та Псковської областей), еміграція вважала конфлікт між СРСР і Заходом, унаслідок якого комуністична система неминуче впаде. У зверненнях до західних держав та ООН Рада БНР просила створити комісію ООН з розслідування «колоніальної політики Радянського Союзу в Білорусі», у тому числі «фальшивого представництва» інтересів Білорусі в ООН делегацією БРСР.
Після проголошення незалежности Білорусі Рада БНР обережно сприйняла зміни в країні, не висловивши свого офіційного ставлення до Декларації про державний суверенітет та ухвалення нової державної символіки, хоча саме за такий розвиток подій вона боролася в еміграції; проте 1993 на святкуванні 75-річчя проголошення БНР заявлялося про можливість передачі повноважень Ради БНР уряду Республіки Білорусь, обраному під час демократичних виборів.
З усім тим, після приходу до влади Олександра Лукашенка, прийняття ним державної символіки, практично ідентичної символіці БРСР, скасування статусу білоруської мови як єдиної державної та «початку наступу на демократичні свободи» Рада БНР відмовилася від таких намірів. Таким чином, на відміну від емігрантських урядів України, Балтійських країн, Польщі, які визнали нові уряди в пострадянських і постсоціалістичних країнах і передали їм свої повноваження, Білорусь залишається єдиною країною Східної Європи, що має свій «уряд у вигнанні». З 1997 р. Раду БНР в еміграції очолювала Івонка Сурвіла. 2010 року Івонка Сурвіла була переобрана головою Ради БНР.
Голова Ради БНР Івонка Сурвіла коментуючи президентську кампанію 2020 року заявила, що вона як і всі минулі вибори, не є чесною і вільною. Зокрема, Сурвіла сказала, що абсолютна більшість білорусів бажає, щоб Білорусь стала «вільною, демократичною і незалежною», а також щоб вона керувалася по закону, а не з волі однієї людини:
|  | Нинішня влада боїться чесної боротьби на виборах. Ця влада знає, що не зможе на них перемогти. Але в чомусь нинішні вибори відрізняються від попередніх. У перший раз за довгі роки білоруський народ по всій країні тисячами виходить під біло-червоно-білим прапором, домагаючись змін. |

У вересні 2020 року голова Ради БНР Івонка Сурвіла поспілкувалася телефоном Світланою Тихановською — привітала її з перемогою і сказала слова підтримки від імені діаспори та Ради БНР.

### Система винагород
- Залізний «Хрест для Батьківщини». Затверджено 1918 року. Нагороджені борці за Білоруську Народну Республіку.
- Орден «Залізного хреста за заслуги» (часів Другої світової війни, 1944). Мав три ступені, повішений на стрічці (кольори не уточнені). На зворотному боці чотирирядковий напис: НА СЛУЖБЕ БЕЛАРУСКАМУ НАРОДУ.
- Медаль Партизана. Затверджено 1 вересня 1949 року, вперше нагороджено 5 серпня 1951 року. Має два ступені, виконані відповідно золотом і сріблом. Стрічка червоно-земляно-зелена. На стрічці медалі I ступеня дві схрещені гармати. На видимому боці є дві схрещені гармати по колу, над ними літери «БНР». На звороті — серійний номер.
- Орден Погоні. Затверджено 1 вересня 1949 року, перша нагорода — 5 серпня 1951 року. Має п'ять класів (ступенів). Виготовлений із золота або срібла, підвішений на стрічці національних кольорів. У центрі — зображення Погоні, на широких променях хреста літери БНР, на центрально верхній частині позначається ступінь. На зворотному боці — серійний номер.
- Хрест Залізного Лицаря. Затверджено 1 вересня 1949 року, перша нагорода — 5 серпня 1951 року. Має п'ять класів, виготовлених із золота, срібла або бронзи. Він підвішений на стрічці червоного (темного) та земляного (коричневого) кольорів. Мечі на стрічці з того ж металу, що і на ордені. Літери «БНР» є на трьох гірських променях. На зворотному боці — серійний номер.
- Медаль століття Білоруської Народної Республіки. Затверджений указом голови Ради БНР Івонки Сурвіли у грудні 2018 року. Надавалась «за всерічне служіння ідеалам Акту від 25 березня 1918 р., у тому числі за вивчення і популяризацію Білорусі, здобуття та зміцнення державної незалежности Білорусі, боротьбу за свободу і демократію в Білорусі»[32].

#### Нагороди Білоруської Центральної Ради
Білоруська центральна рада була створена в грудні 1943 року з Білоруської радою довіри при Генеральному комісаріаті Білорусі. На Другому Загальнобілоруському конгресі в 1944 р. БЦР було проголошено єдиним законним представником білоруського народу, її метою було відродження незалежної Білоруської Народної Республіки. Рада БНР не визнає Білоруську Центральну Раду та Другий Загальнобілоруський конгрес легітимними.
- Медаль «Беларускія Вэтэраны на Чужыне». юбіленьна винагорода, затверджена 10-14 жовтня 1976 року. Вона підвішена на жовтій стрічці. Виготовлена з бронзи. На видовій стороні у вузькому колі на щиті розміщений подвійний хрест. У підніжжя щита — літери B. V., внизу IN EXILE (Belorussian Veterans in Exile — Білоруські ветерани в еміграції). Маленьке коло оточене великим, у якому розміщені дві схрещені лаврові гілки, вгорі три п'ятикутні зірки. На зворотному боці напис у п'ять рядків: БЕЛАРУСКІЯ ВЭТЭРАНЫ.
- Медаль «Крыж Заслугі Б. К. А.». Затверджено 10-14 жовтня 1976 року. Виготовлений з бронзи. У центрі хреста — Погоня, на хресті — літери Б[еларуская] К[раёвая] А[барона]. Внизу дата — 1944 рік. На зворотному боці літери: Б[еларуская] Ц[энтральная] Р[ада]. Встановлені на зеленій стрічці.
- Орден «Пагоня — Жыве Беларусь!». Затверджено 10-14 жовтня 1976 року. Виготовлений зі срібла. Підвішений на стрічці національних кольорів. На видовій стороні — зображення герба Пагоня; внизу дві схрещені лаврові гілки, над текстом: «Жыве Беларусь», на зворотному боці у два рядки літери Б[еларуская] Ц[энтральная] Р[ада] і дата 27.6.1944.

## Марки

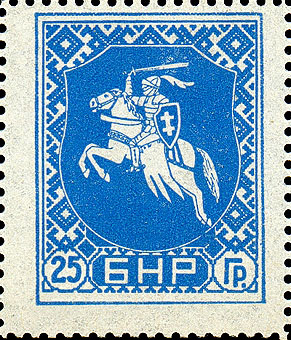
25 гр.
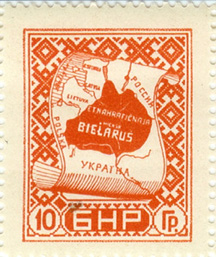
Помаранчеві 10 гр.
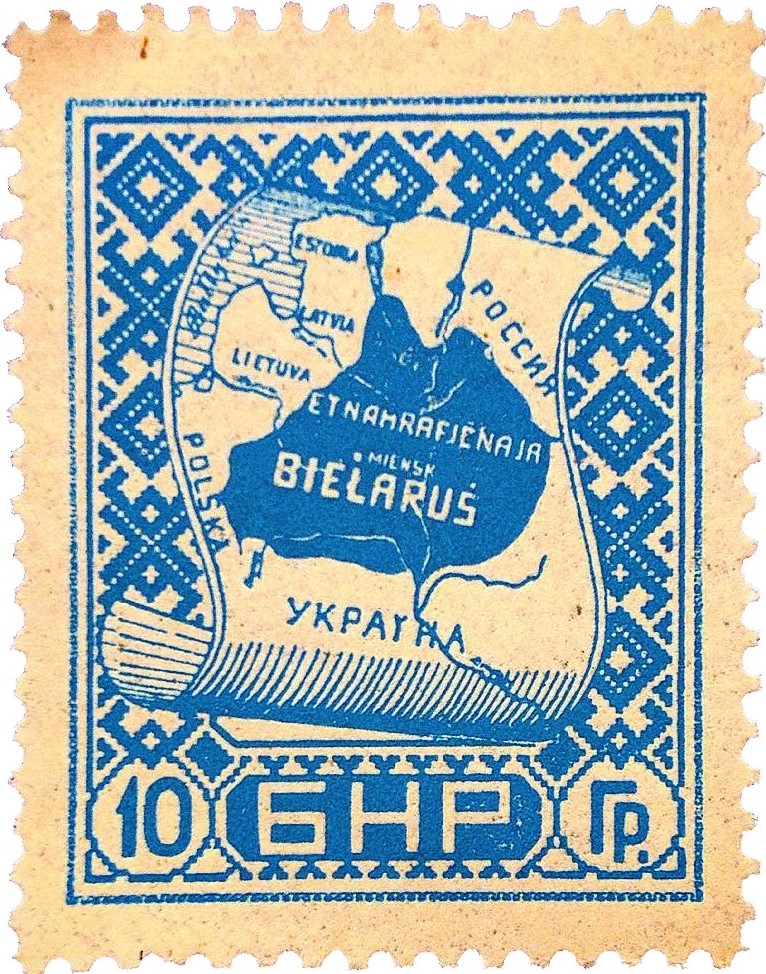
Блакитні 10 гр.
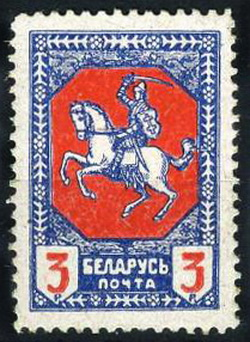
3 р.
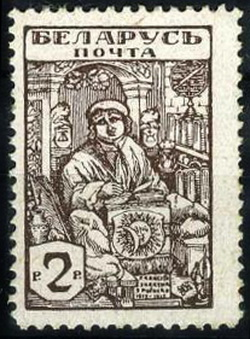
2 р.
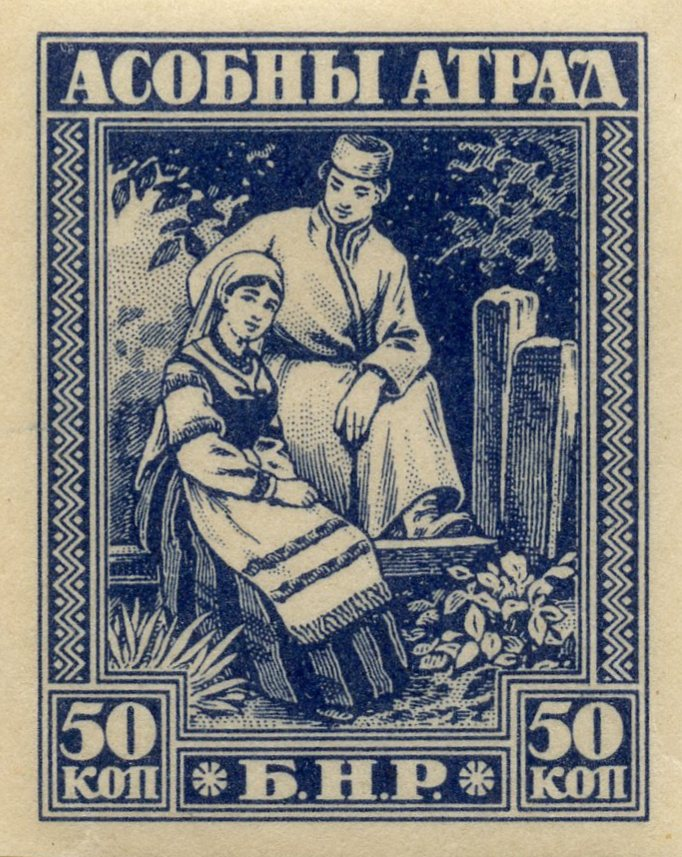
50 коп.

## Архіви
У 1998 р. білоруський мовознавець і перекладач Сяргєй Шупа видав двотомну колекцію архівів БНР (Архівы Беларускай Народнай Рэспублікі. Менск-Вільня-Прага-Нью-Ёрк / Archivy Biełaruskaj Narodnaj Respubliki. Miensk-Vilnia-Praha-Ńju-Jork). Загальний розмір двох томів — понад 1700 сторінок. По суті, це оброблені та реорганізовані документи з литовського архівного фонду № 582 у Вільнюсі (Вільно), і вони складають приблизно 60 % усіх офіційних документів БНР за 1918 рік. Ще 20 % офіційної документації БНР знаходиться в мінських архівах, а доля решти 20 % невідома.

## Оцінки
Історики Володимир Ладисєв та Петро Бригадін характеризують БНР так:
Не існує об'єктивних наукових висновків, щоб розглядати БНР як створену білоруську національну державу. Але також не можна погодитися з тими вченими, які не вважають БНР реальним фактом. Білоруська Народна Республіка була державним утворенням у процесі створення. Вона функціонувала за певних умов окупації. Білоруські націоналісти не досягли державности, але пройшли довгий шлях від самої ідеї до її реалізації. <…> Беззаперечно, що сам факт утворення БНР поставив питання білоруської національної державности в площину практичної реалізації.

Історикиня Дорота Михалюк, оцінюючи БНР як проєкт державности Білорусі, зазначила:

У 1918—1919 рр., коли відбувалися зміни на політичній карті Східної Європи, перемогла концепція лівого крила білоруських соціалістів. <…> У державній політиці білоруські лідери лівого крила відкинули демократизацію життя і не змогли побудувати настільки широку соціальну платформу, що ідея білоруської державности охопила всі соціальні верстви. Як результат, ідея БНР була адресована нижчим класам із соціалістичними настроями, тоді як вищі класи та представники іншого світогляду були виключені, саме тому вони не бачили потреби підтримувати державу такого характеру".

І додає, що проголошення БНР та загроза потрапляння її у сферу впливу Польщі переконали більшовиків створити буферну державу — БСРР.

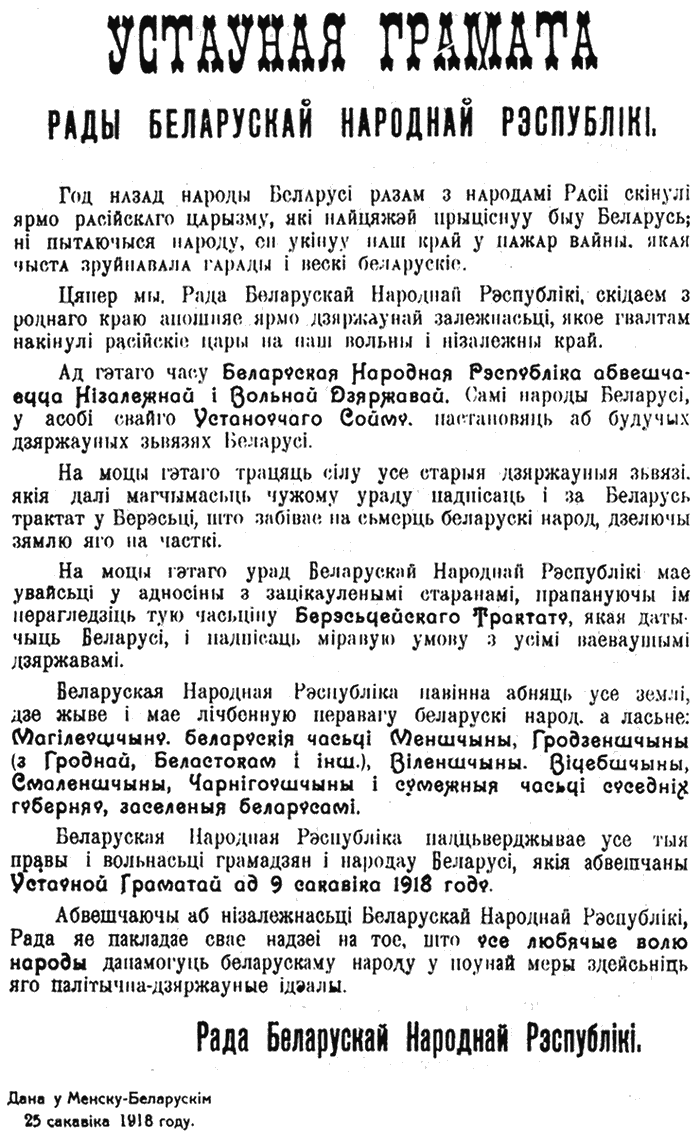
Третя Статутна грамота БНР, 25 березня 1918 р.

Володимир Ляховський казав, що БНР — це політична структура, генетично пов'язана із Загальнобілоруським конгресом 1917 року, який поставив собі за мету проголосити і закріпити незалежність Білорусі — на шляху суверенітету в 1917—1918 роках народів Білорусі. Ляховський вважає, що проголошення незалежности БНР під впливом братів Івана та Антона Луцкевичів 25 березня 1918 року було стратегічною помилкою, оскільки (на відміну від проголошення незалежности Литви актом від 26 лютого 1918 року, який закріпив Литовський національний рух — усі литовські політичні партії та громади) акт від 25 березня призвів не до консолідації білоруських політичних груп, а до розколу. Ляховський стверджує, що серед активістів БНР не було досвідчених політиків (багато з яких не досягли 30 років), які могли б проаналізувати нову геополітичну реальність. За словами Ляховського, якщо проголошення незалежности БНР відбулося в серпні 1918 р. (коли було підписано додаткову угоду між Німеччиною та Радянською Росією і стало зрозуміло, що територія Білорусі наприкінці 1918 р. перейде до Радянської Росії), зрозуміло, що прихильників незалежности Білорусі буде набагато більше серед представників органів місцевого самоврядування, національних меншин, мінської міської думи, мінського земства і такого політичного розколу не буде. Водночас Ляховський схвалює тодішню позицію Мітрафана Довнар-Запольського, який вважав, що акт був оголошений 25 березня повинен бути підтриманий, а не критикувати його. Також Ляховський додає, що такі процеси та явища, як білоруський видавничий бізнес, білоруський шкільний бізнес, білоруські кооперативи та театральні колективи, хори, мінські білоруськомовні газети на той час не фінансувалися урядом БНР, який не мав на це грошей. Ляховський зазначає, що слід розуміти, що білоруський національний рух на той час був ширшим за БНР, оскільки білоруські культурні проєкти на той час підтримували окремі особи, громадські організації та фонди (наприклад, у грудні 1917 року перша десятка мінських білоруськомовних шкіл отримували гроші від Мінської міської думи).
За словами Захара Шибеки, лише під захистом 10-ї німецької армії, яку в Мінськ та Мінську губернію привезли місцеві консервативні католицькі та польськомовні маєтки, вдалося створити реальні елементи владних структур БНР — Раду, місцеві ради в повітах (виборні органи БНР) — і видавати паспорти БНР, брати участь у міжнародній діяльності, відкривати білоруськомовні школи та видавати газети, відновлювати діяльність церкви, за винятком створення власної армії та поліції БНР, яка німці не дозволили. Шибека вважає, що без німецьких гарантій в умовах незацікавлености та агресивних намірів найближчих сусідів (Росії, України, Польщі та Литви) навряд чи вдасться створити таке явище, як БНР — важливий досвід білоруської державности у XX столітті.

Історик і політолог Андрій Казакевич вважає, що діячів білоруського Відродження початку 20 століття не слід критикувати за соціалістичний ухил і не слід вважати це помилкою, оскільки деякі речі в ті часи просто не можна було робити інакше: білоруси були селянським народом і визначались білоруською мовою та етнічною (народною) культурою, а для ліберально-консервативної програми (яка була в крайовців) не було соціальної бази. Казакевич відкидає варіант мобілізації білорусів на початку XX століття без неоднорідности мовних та культурних відносин, і водночас він зазначає:
Білоруське державотворення — це не те, що робила одна партія чи рух. <…> А на рівні культури та суспільства все було ще складніше. Зосередження уваги на вузькому сегменті, ставлячи його як єдиний вираз процесу — це просто неправильно. "…> Ми не повинні перебільшувати об'єднання та консолідацію сучасних націй загалом.
Історик Олег Латишонак так оцінює проєкт державности та шанси БНР:
Я думаю, що якби були інші люди, а не соціалісти, було б більше шансів створити державу. Мені було ясно, що ці люди не були націоналістами чи державними діячами, коли ставили соціальну революцію вище, і невідомо, від чийого імені вони виступали, бо люди в основному були консервативними та монархічними. Усі ці ідеї Білоруської соціалістичної Грамади до Першої світової війни — це жах! Забирати у людей землю, потім здавати її в оренду, жодної приватної власности — це жах, адже жоден білоруський селянин з такою програмою не міг піти….
На думку Олександра Ковалені, проголошення Білоруської Народної Республіки та діяльність її Ради були першою спробою не лише проголосити, а й здійснити практичні заходи щодо формування білоруської державности, що має велике історичне значення. Проголошення БНР мало значний вплив на формування національної самосвідомости білоруського народу, стало важливим кроком у подальшому державотворчому процесі.

Ігар Марзалюк міркує:
Засновників БНР не можна вважати продовжувачами ідей І Загальнобілоруського конгресу. Більше того, Рада БНР насправді не мала демократичного мандату та законного правонаступництва зі Загальнобілоруського конгресу, оскільки Загальнобілоруський конгрес ніколи не озвучував вимог незалежности. Білнацком був законним продовжувачем і продовжувачем ідей Загальнобілоруського конгресу. З початку 1918 року в білоруському русі існували і змагалися дві течії — «білнацкамівці» i «бенееровці».
Також Ігар Марзалюк додає
Кожна з цих течій заперечувала іншу, звинувачуючи їх у зраді білоруській справі та білоруському народові. Об'єктивно вони обидві працювали на Білорусь і прагнули створити білоруську державність. До речі, обидві вони були представниками різного соціалістичного нахилу.
Алесь Белий оцінив, що Білоруську Народну Республіку не можна вважати історичною альтернативою Білоруському радянському проєкту (БСРР): той факт, що після 1926 р. більшість батьків-засновників БНР приєдналися до проєкту БРСР, свідчить про те, що реальна альтернатива між ними не було. Алесь Білий також не вважає, що існували якісь ідеали БНР, до яких можна було б повернутися зараз.

## У кінематографі
- На чорних лядах — фільм про партизанів Білоруської Народної Республіки
- Купала — фільм про заборону білоруської мови у Російській імперії, злочини радянської влади зі знищення білоруської інтелігенції, депортації білорусів  та русифікації